# Scultura rinascimentale

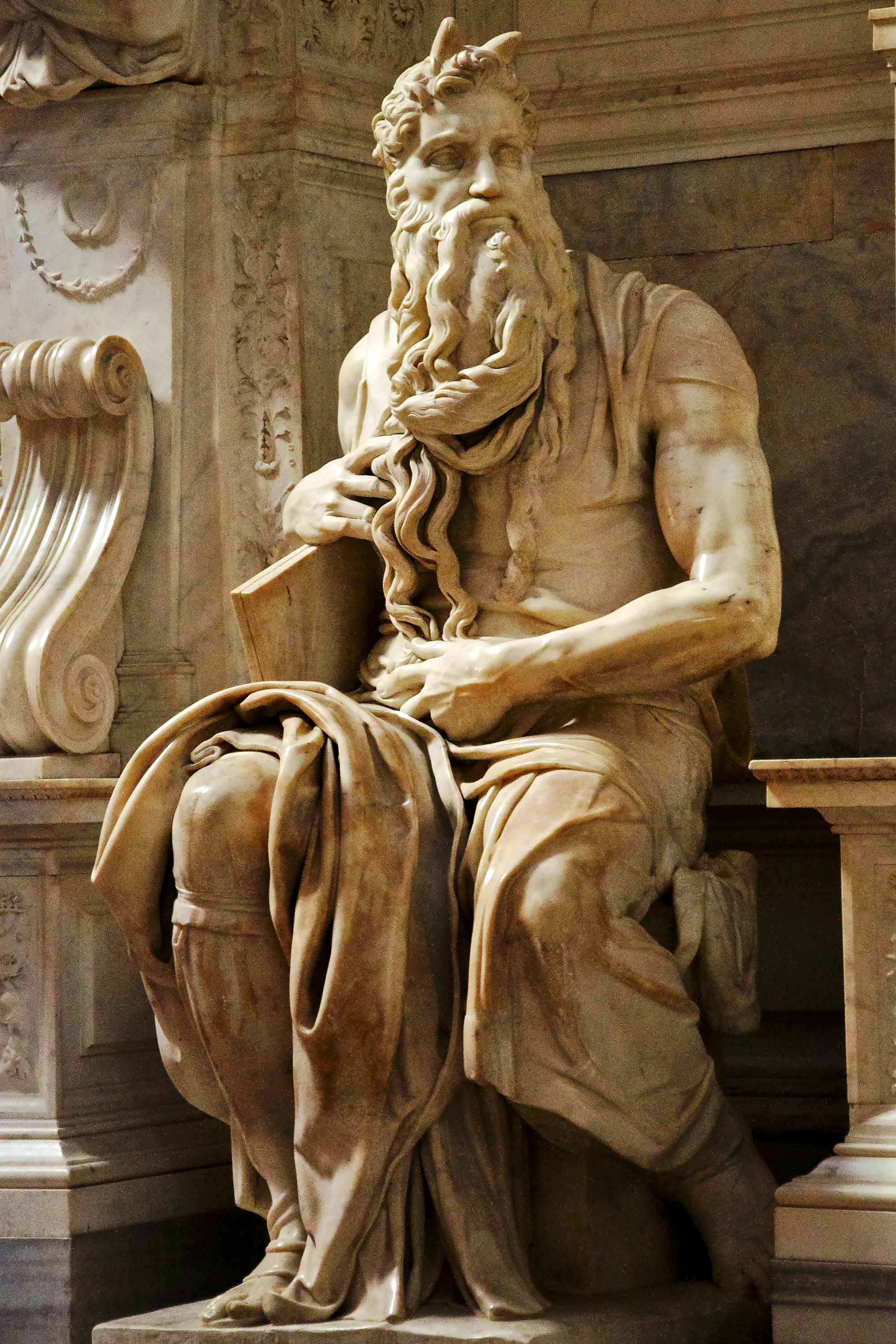
Mosè di Michelangelo.

La scultura rinascimentale viene inquadrata nel periodo tra i primi decenni del XV e la metà del XV secolo circa.
La scultura fu, anche nel periodo rinascimentale, un'arte all'avanguardia, che spesso fece da apripista alla pittura e ad altre forme artistiche. Tra i "pionieri" fiorentini del Rinascimento ben due erano scultori (Filippo Brunelleschi e Donatello) e le loro conquiste furono una duratura fonte di ispirazione per le generazioni successive. Con il viaggio di Donatello a Padova (1443-1453) le conquiste rinascimentali iniziarono a diffondersi anche nell'Italia settentrionale. Verso la metà del XV secolo Roma, polo di attrazione per le sue vestigia classiche e per il vasto programma di restauro e ricostruzione monumentale della città promosso dai papi, divenne il principale punto di incontro e scambio delle esperienze artistiche, che culminò nei primi decenni del XVI secolo nel Rinascimento romano.

## Elementi teorici
Il XV secolo è caratterizzato da vasta letteratura circa il rango sociale che devono ricoprire i diversi artisti, siano essi architetti, pittori o scultori. Nel medioevo, infatti, scultura e pittura erano considerate semplici "arti meccaniche" asservite all'architettura. Nessuno scultore usava mai, salvo eccezioni, firmare o siglare le proprie opere.
Con l'umanesimo iniziò a svilupparsi un concetto di artista come figura intellettuale, che non esercita un'arte meramente "meccanica", ma un'"arte liberale", fondata sulla matematica, la geometria, la conoscenza storica, la letteratura e la filosofia. Il più importante teorico di questo nuovo modo di pensare fu Leon Battista Alberti (De statua, 1464). Nel XVI si ebbe un riassunto dell'intero dibattito nelle Vite di Giorgio Vasari (1550 e 1568).
Tra i differenti tipi di scultura ("il porre" o "il levare", come le definisce per la prima volta Leon Battista Alberti) coloro che creano "levando" (scultori di marmo, pietra) sono da considerarsi superiori rispetto agli altri (plasticatori) a causa della nobiltà della materia prima e delle difficoltà dell'operato.

## Gli inizi
Come ai tempi di Nicola Pisano, la scultura era avvantaggiata sulle altre forme artistiche dalla ricchezza di opere antiche ancora esistenti, che formavano un vasto repertorio da cui trarre modelli e idee. In epoca gotica si era avuta una ripresa della scultura monumentale, anche se legata sempre a una determinata collocazione architettonica. Inimmaginabili senza una nicchia di contorno, le opere erano caratterizzate da un senso ancora in larga parte astratto, dove dominava il gusto per la linea, per le figure longilinee e ancheggianti, per gli atteggiamenti sognanti e fiabeschi.
All'alba del XV secolo, mentre l'Europa e parte dell'Italia erano dominate dal Gotico, a Firenze si viveva un dibattito artistico che verteva su due possibilità opposte: una legata all'accettazione, mai fino ad allora piena, delle eleganze sinuose e lineari del gotico, seppure filtrata dalla tradizione locale, e un'altra volta a un recupero più rigoroso della maniera degli antichi, rinsaldando nuovamente il mai dimenticato legame con le origini romane di Florentia.
Queste due tendenze possono già vedersi nel cantiere della Porta della Mandorla (dal 1391), dove, accanto alle spirali e agli ornamenti gotici, sugli stipiti si notano innesti di figure modellate solidamente secondo l'antico; ma fu soprattutto con il concorso indetto nel 1401 dall'Arte di Calimala, per scegliere l'artista a cui affidare la realizzazione della Porta Nord del Battistero, che le due tendenze si fecero più chiare. Il saggio prevedeva la realizzazione di una formella con il Sacrificio di Isacco e al concorso presero parte fra gli altri Lorenzo Ghiberti e Filippo Brunelleschi, dei quali ci sono pervenute le due formelle finaliste. Nella formella del Ghiberti la figure sono modellate secondo un elegante e composto stile di eco ellenistica, ma sono vacue nell'espressione, prive di coinvolgimento; invece Brunelleschi, rifacendosi non solo all'antico ma anche alla lezione di Giovanni Pisano, costruì la sua scena in forma piramidale centrando l'attenzione nel punto focale del dramma, rappresentato dall'intreccio di linee perpendicolari delle mani di Abramo, dell'Angelo e del corpo di Isacco, secondo un'espressività meno elegante ma molto più dirompente. Il concorso finì con una vittoria di stretta misura di Ghiberti, a testimonianza di come l'ambiente cittadino non fosse ancora pronto al rivoluzionario linguaggio brunelleschiano.

## La prima fase a Firenze
La prima fase del Rinascimento, che arrivò all'incirca fino agli anni trenta/quaranta del XV secolo, fu un'epoca di grande sperimentazione spesso entusiastica, caratterizzata da un approccio tecnico e pratico dove le innovazioni e i nuovi traguardi non rimanevano isolati, ma venivano sempre ripresi e sviluppati dai giovani artisti, in uno straordinario crescendo che non aveva pari in nessun altro paese europeo.
La prima disciplina che sviluppò un nuovo linguaggio fu la scultura, facilitata in parte dalla maggiore presenza di opere antiche a cui ispirarsi: entro i primi due decenni del Quattrocento Donatello aveva già sviluppato un linguaggio originale rispetto al passato.

### DueCrocifissi
Brunelleschi e Donatello furono i due artisti che per primi si posero il problema del rapporto tra gli ideali dell'umanesimo e una nuova forma espressiva, confrontandosi serratamente e sviluppando uno stile diverso, talvolta opposto. Brunelleschi era più anziano circa dieci anni e fece da guida e stimolo per il collega più giovane, con il quale si recò a Roma nel 1409, dove videro e studiarono le opere antiche superstiti, cercando di ricostruire soprattutto le tecniche per ottenere tali creazioni.
La loro comunanza di intenti non soffocò comunque le differenze di temperamento e degli esiti artistici. Esemplare in questo senso è il confronto tra i due crocifissi lignei al centro di un animato aneddoto raccontato dal Vasari, che vede la critica di Brunelleschi contro il Cristo "contadino" di Donatello e la sua risposta nel Crocifisso di Santa Maria Novella, che lasciò il collega sbigottito. In realtà pare che le due opere siano state scolpite in un intervallo temporale più ampio, di circa una decina d'anni, ma l'aneddoto resta comunque eloquente.
La Croce di Donatello è incentrata sul dramma umano della sofferenza, che polemizza con l'eleganza ellenistica di Ghiberti, evitando qualsiasi concessione all'estetica: i lineamenti contratti sottolineano il momento dell'agonia ed il corpo è pesante e sgraziato, ma di vibrante energia.
Il Cristo di Brunelleschi invece è più idealizzato e misurato, dove la perfezione matematica delle forme è eco della perfezione divina del soggetto.
Le proporzioni sono studiate con cura (le braccia aperte misurano quanto l'altezza della figura, il filo del naso punta al baricentro dell'ombelico, ecc.), rielaborando la tipologia del Crocifisso di Giotto ma aggiungendovi una leggera torsione verso sinistra che crea più punti di vista privilegiati e "genera spazio" attorno a sé, cioè induce l'osservatore a un percorso semicircolare attorno alla figura.

### Orsanmichele
Nel 1406 venne stabilito che le Arti di Firenze decorassero ciascuna delle nicchie esterne della chiesa di Orsanmichele con statue dei loro protettori. Il nuovo cantiere scultoreo si andava ad aggiungere all'altra grande officina, quella di Santa Maria del Fiore, che all'epoca era dominata dallo stile vicino a Lorenzo Ghiberti che mediava alcuni elementi gotici con citazioni dall'antico e una sciolta naturalezza nei gesti, con una moderata apertura alle sperimentazioni. In questo ambiente si formò Donatello e con lui anche Nanni di Banco, leggermente più giovane di lui, con il quale instaurò una collaborazione e amicizia.
Tra il 1411 e il 1417 lavorarono entrambi a Orsanmichele e anche in questo caso un confronto tra le loro opere più riuscite può aiutare a mettere in luce le reciproche differenze e affinità. Entrambi rifiutavano gli stilemi del tardogotico, ispirandosi piuttosto all'arte antica. Entrambi inoltre collocavano le figure nello spazio con libertà, evitando i modi tradizionali, e amplificando la forza plastica delle figure e la resa delle fisionomie.
Ma se Nanni di Banco nei Quattro Santi Coronati (1411-1414) cita la staticità solenne dei ritratti romani imperiali, Donatello nel San Giorgio (1415-1417) imposta una figura trattenuta, ma visibilmente energica e vitale, come se stesse per scattare da un momento all'altro. Questo effetto è ottenuto tramite la composizione della figura tramite forme geometriche e compatte (il triangolo delle gambe aperte a compasso, gli ovali dello scudo e della corazza), dove il lieve scatto laterale della testa nella direzione apposta a quella del corpo acquista per contrasto la massima evidenza, grazie anche alle sottolineature dei tendini del collo, le sopracciglia aggrottate e il chiaroscuro degli occhi profondi.
Nel rilievo del San Giorgio libera la principessa, alla base del tabernacolo, Donatello scolpì uno dei primi esempi di stiacciato e creò una delle più antiche rappresentazioni di prospettiva lineare centrale. A differenza della teoria di Brunelleschi però, che voleva la prospettiva come un modo per fissare a posteriori e oggettivamente la spazialità, Donatello collocò il punto di fuga dietro al protagonista, in modo da evidenziare il nodo dell'azione, creando un effetto opposto, come se lo spazio si dipanasse dai protagonisti stessi.

### Le cantorie del Duomo
Negli anni trenta del Quattrocento un punto di arrivo e di svolta nella scultura è rappresentato dalla realizzazione delle due cantorie per il Duomo di Firenze. Nel 1431 ne venne commissionata una a Luca della Robbia e nel 1433 una seconda di uguali dimensioni a Donatello.
Luca, che all'epoca aveva circa trent'anni, scolpì una balconata dall'impianto classico dove si inserivano sei formelle e altre quattro erano collocate tra le mensole. I rilievi raffiguravano passo per passo il salmo 150, il cui testo corre a lettere maiuscole sulle fasce in basso, in alto e sotto le mensole, con gruppi di giovani che cantano, danzano e suonano, dalla composta bellezza classica, animata da un'efficace naturalezza, che esprime i sentimenti in maniera pacata e serena.
Donatello, reduce da un secondo viaggio a Roma (1430-1432) fuse numerose suggestioni (dalle rovine imperiali alle opere paleocristiane e romaniche) creando un fregio continuo intervallato da colonnine dove una serie di putti danza freneticamente sullo sfondo mosaicato (una citazione della facciata di Arnolfo di Cambio del Duomo stesso). La costruzione con le colonnine a tutto tondo crea una sorta di palcoscenico arretrato per il fregio, che corre senza soluzione di continuità basandosi su linee diagonali, che contrastano con quelle dritte e perpendicolari dell'architettura della cantoria. Il senso di movimento è accentuato dal vibrante sfavillio delle tessere vitree, colorate e a fondo oro, che incrostano lo sfondo e tutti gli elementi architettonici. Questa esaltazione del movimento fu il linguaggio nel percorso di Donatello che l'artista portò poi a Padova, dove soggiornò dal 1443.

### Figure di mediazione
La fase successiva, negli anni centrali del secolo, fu all'insegna di una sistemazione più intellettualistica delle precedenti conquiste. Intorno agli anni quaranta del Quattrocento il quadro politico italiano si andava stabilizzando con la Pace di Lodi (1454), che spartì la penisola in cinque stati maggiori. 

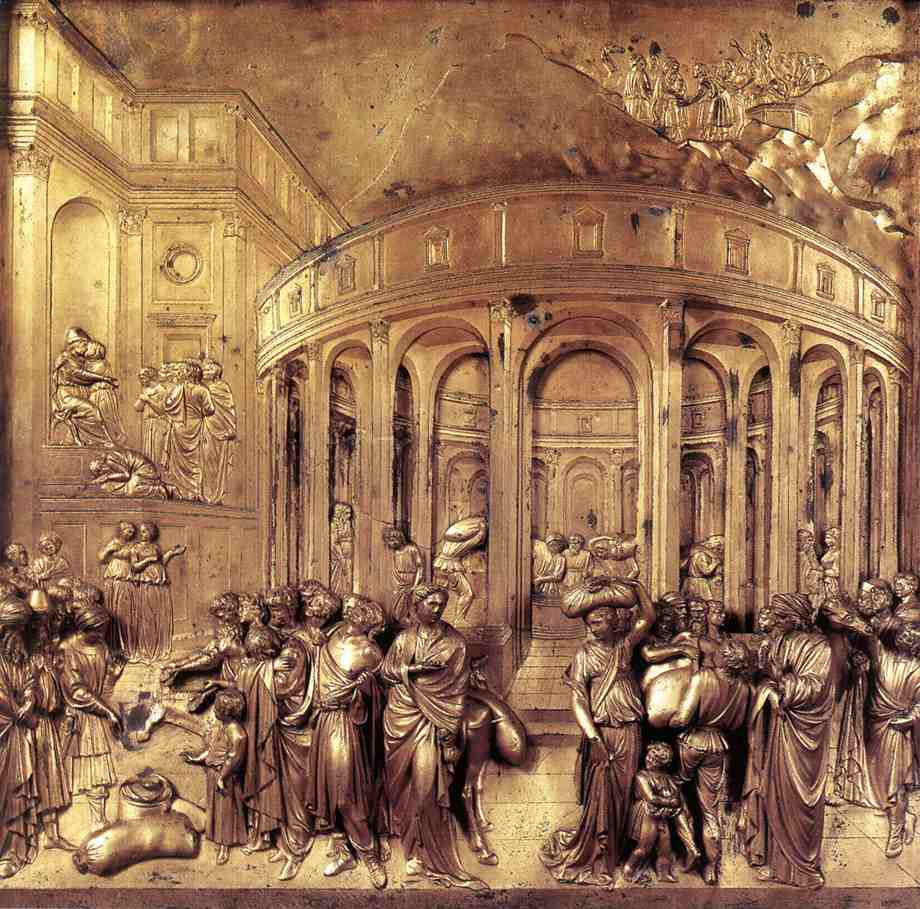
Lorenzo Ghiberti, Storie di Giuseppe, formella della Porta del Paradiso.

Mentre i ceti politici nelle città andavano accentrando il potere nelle proprie mani, favorendo l'ascesa di singoli personaggi dominanti, dall'altra la borghesia diventa meno attiva, privilegiando gli investimenti agricoli e assumendo modelli di comportamento della vecchia aristocrazia, lontani dagli ideali tradizionali di sobrietà e rifiuto dell'ostentazione. Il linguaggio figurativo di quegli anni si può definire colto, ornato e flessibile.
Lorenzo Ghiberti fu uno dei primi artisti che, assieme a Masolino e Michelozzo, mantennero una valutazione positiva della tradizione precedente, correggendola e riordinandola secondo le novità della cultura umanistica e del rigore prospettico, in modo da aggiornarla senza sovvertirla. Dopo la lunghissima lavorazione della Porta Nord del Battistero, ancora legata all'impostazione della Porta Sud trecentesca di Andrea Pisano, nel 1425 ricevette la commissione per una nuova porta (oggi ad Est), che Michelangelo definì poi "Porta del Paradiso". Tra opera è emblematica della posizione "mediatrice" di Ghiberti, poiché fonde un incredibile numero di temi didattico-religiosi, civili, politici e culturali con uno stile apparentemente chiaro e semplice, di grande eleganza formale, che ne decretò la fortuna duratura.
Filarete era uno degli allievi di Lorenzo Ghiberti durante la fusione della porta Nord del Battistero, per questo gli venne affidato l'importante commissione della fusione della porta di San Pietro da parte di Eugenio IV. Il Filarete fece proprio soprattutto lo studio e la rievocazione dell'antico. Fu uno dei primi artisti a sviluppare una conoscenza del mondo antico fine a sé stessa, dettata cioè da un gusto "antiquario", che mirava a ricreare opere in stile verosimilmente classico. Ma la sua riscoperta non fu filologica, ma piuttosto animata dalla fantasia e dal gusto per la rarità, arrivando a produrre un'evocazione fantastica del passato. Con i suoi soggiorni a Roma e Milano fu un fondale diffusore della cultura rinascimentale in Italia.

## Jacopo della Quercia

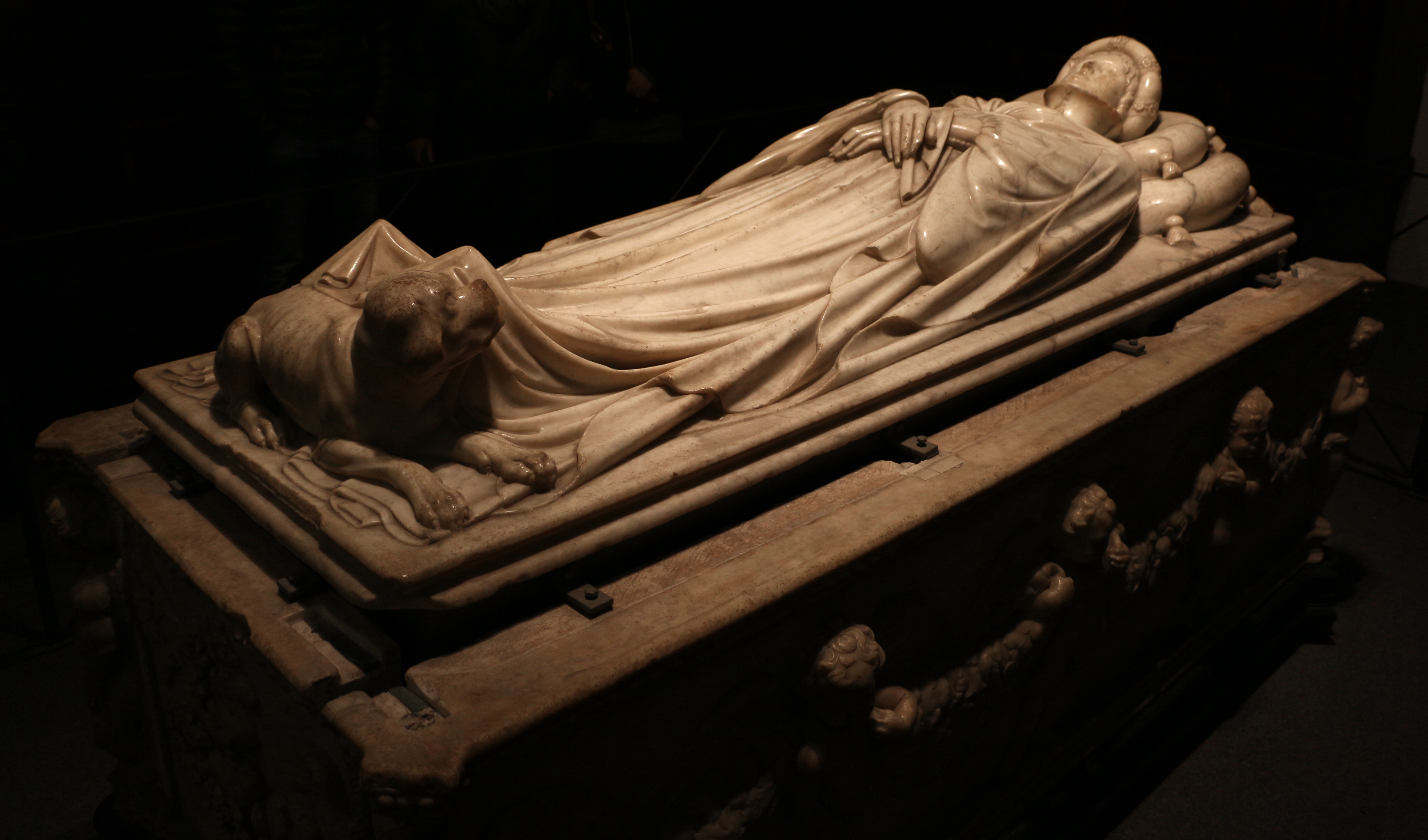
Monumento funebre di Ilaria del Carretto, Duomo di Lucca.

Del tutto originale nel panorama italiano fu la figura del senese Jacopo della Quercia. Il suo stile si sviluppò a partire da un personalissimo rinnovamento dei modi della scultura gotica, utilizzando influenze e stimoli interni a quel linguaggio. La sua formazione si basava sul linguaggio del gotico senese, che sfrondò dagli effetti più aggraziati e, in certo senso, cerebrali. Assimilò le più avanzate ricerche fiorentine, della scultura borgognona e il retaggio classico, che reinterpretò con originalità, dando origine a opere virili e concrete, dove sotto le complicate pieghe del panneggio gotico si nascondono corpi robusti e solidi, percorsi da una vitalità prorompente.

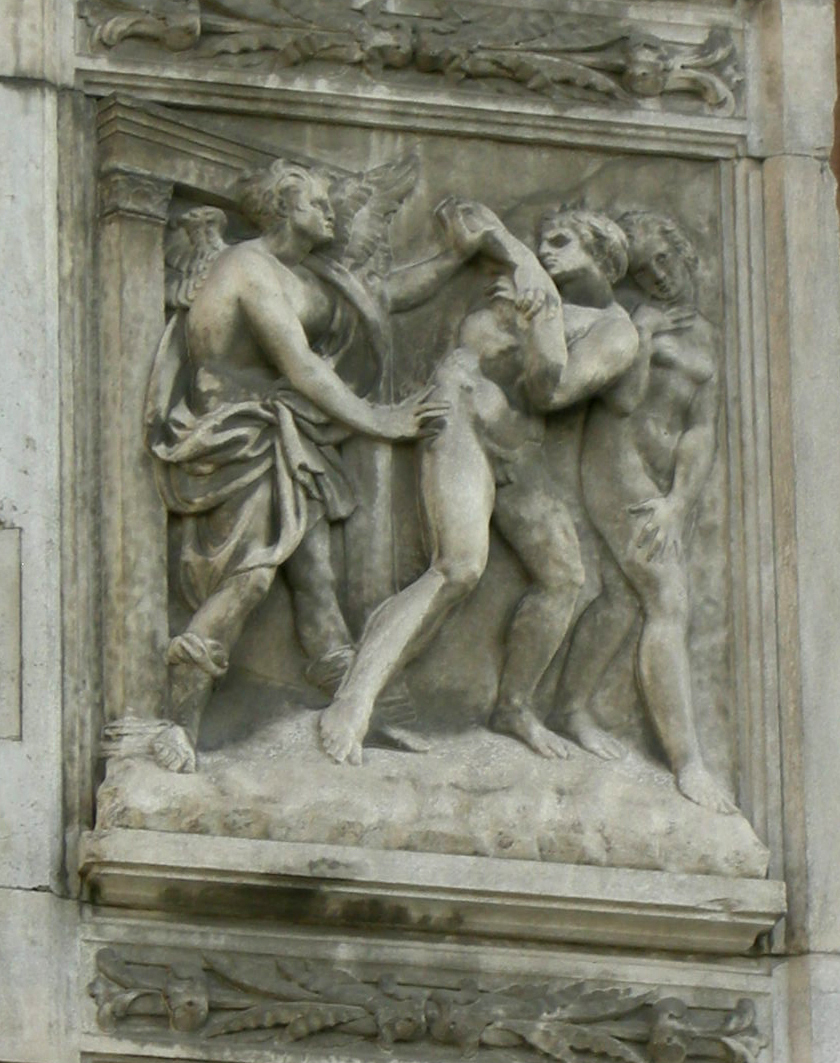
Cacciata dal Paradiso terrestre, Porta Magna, San Petronio, Bologna.

Tra il 1406 e il 1407 realizzò il monumento funebre di Ilaria del Carretto nella Duomo di Lucca, dove l'iconografia derivava dalla scultura borgognona, con il simulacro della morta, riccamente abbigliata, che giace disteso su un catafalco; le fiancate del catafalco sono decorate con putti reggifestone, motivo ripreso invece da sarcofagi classici. Nel 1409 gli venne commissionata la Fonte Gaia in piazza del Campo a Siena, a cui lavorò dal 1414 fino al 1419. Nei rilievi, a fronte di un impianto generale consono alla tradizione, usò una straordinaria libertà compositiva, con i panneggi che, assieme alle pose ed ai gesti delle figure, creano un gioco di linee vorticose che rompono la tradizionale frontalità, invitando lo spettatore a muoversi per scoprire vedute multiple delle opere a tutto tondo.
Dal 1425 al 1434 lavorò alla decorazione del portale centrale della basilica di San Petronio a Bologna. Il ciclo comprendeva rilievi con Storie della Genesi e Storie della giovinezza di Cristo a incorniciare il portale. Nei nudi scolpì figure potenti e vigorose, dalla spiccata muscolatura e con un realismo che a volte appare persino rude. Al posto dello stiacciato donatelliano, dai fini sottosquadri, compresse le figure tra due piani invisibili, con linee nette e ombre ridotte al minimo. Le parti lisce e stondate delle figure si alternano così spesso fratture di piani e contorni rigidi, dal cui contrasto sprigiona un effetto di forza trattenuta, che non ha eguali nella scultura quattrocentesca. Il risultato è quello di personaggi concentrati, energici ed espressivi.
La sua opera non trovò continuatori immediati. Fu stilisticamente un isolato, che venne capito successivamente solamente da Michelangelo.

## I decenni centrali del XV secolo

Il David di Donatello.

### Firenze
A Firenze la successiva generazione di artisti elaborò l'eredità dei primi innovatori e dei loro diretti continuatori, in un clima che registrava un diverso orientamento dei committenti e un nuovo quadro politico.
Cosimo de' Medici dopo il ritorno all'esilio (1434) aveva avviato la commissione di importanti opere pubbliche, improntate alla moderazione, al rifiuto dell'ostentazione. Le opere di committenza privata invece erano informate da un gusto diverso, come il David-Mercurio di Donatello (1440-1443 circa), animato da un gusto intellettualisctico e raffinato, che soddisfacesse le esigenze di un ambiente colto e raffinato. Tra le citazioni classiche (Antinoo silvano, Prassitele) e gli omaggi ai committenti (il fregio dell'elmo di Golia ripreso da un cammeo antico), lo scultore impresse anche un acuto senso del reale, che evita la caduta nel puro compiacimento estetico: ne sono testimonianza le lievi asimmetrie della posa e l'espressione monellesca, che vivificano i riferimenti culturali in qualcosa di sostanzialmente energico e reale.
Gli scultori, nei decenni centrali del secolo si ispirarono spesso ai principi di Copia et Varietas teorizzati dall'Alberti, che prevedevano ripetizioni di modelli analoghi con leggere variazioni ed evoluzioni, in modo da soddisfare il gusto articolato della committenza. Esemplari in questo senso è l'evoluzione dei monumenti funebri, da quello di Leonardo Bruni di Bernardo Rossellino (1446-1450), a quello di Carlo Marsuppini di Desiderio da Settignano (1450-1450) fino al sepolcro di Piero e Giovanni de' Medici di Andrea del Verrocchio (della prima epoca laurenziana, 1472). In queste opere, pur partendo da un modello comune (l'arcosolio) si arriva a risultati via via più raffinati e preziosi. Ma la creazione più importante fu la Cappella del Cardinale del Portogallo in San Miniato al Monte, dove varie discipline contribuirono a creare un insieme ricco e variato.

### Donatello a Padova

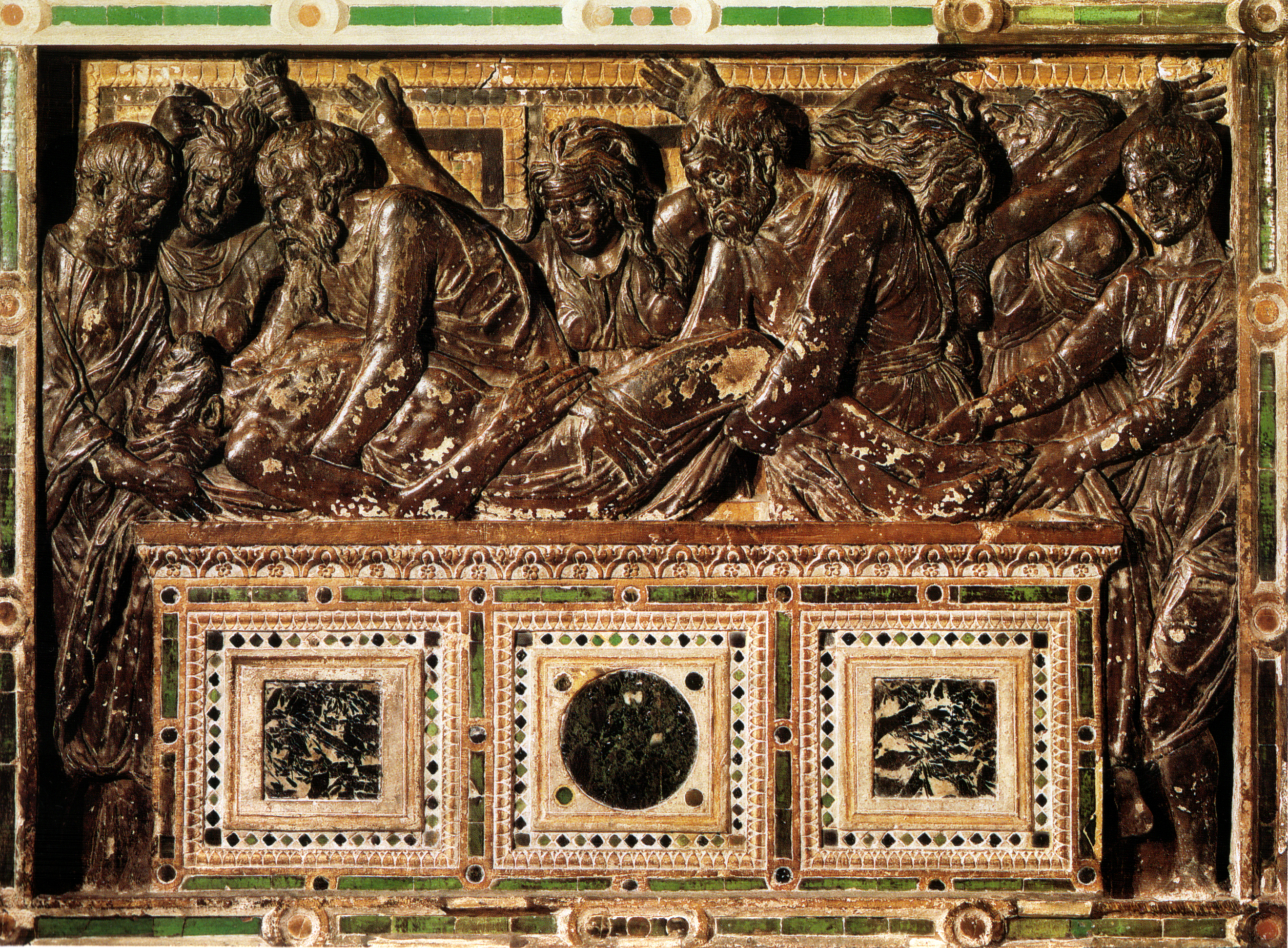
Donatello, Deposizione di Cristo.

A Padova poté svilupparsi un rilevante e precoce collegamento tra umanesimo toscano e artisti settentrionali. Numerosi erano stati gli artisti toscani attivi nella città veneta tra gli anni trenta e quaranta del Quattrocento: Filippo Lippi (dal 1434 al 1437), Paolo Uccello (1445) e lo scultore Niccolò Baroncelli (1434-1443).
Fondamentale in questo senso fu però l'arrivo in città di Donatello, che lasciò opere memorabili quali il Monumento equestre al Gattamelata e l'Altare del Santo. Donatello soggiornò in città dal 1443 al 1453, richiedendo anche l'allestimento di una bottega. I motivi per cui Donatello partì non sono chiari, forse legati a motivi contingenti, come la scadenza del contratto di affitto della sua bottega, forse connessi all'ambiente fiorentino che iniziava ad essere meno favorevole alla sua rigorosa arte. L'ipotesi che Donatello si fosse trasferito su invito del ricco banchiere fiorentino in esilio Palla Strozzi non è suffragata da alcun riscontro.
A Padova l'artista trovò un ambiente aperto, fervido e pronto a ricevere le novità della sua opera all'interno di una cultura propria già ben caratterizzata. Donatello assorbì infatti anche stimoli locali, come il gusto per la policromia, l'espressionismo lineare di origine germanica (presente in molta statuaria veneta) e la suggestione degli altari lignei o dei polittici misti di scultura e pittura, che probabilmente ispirarono l'altare del Santo.

#### L'altare del Santo

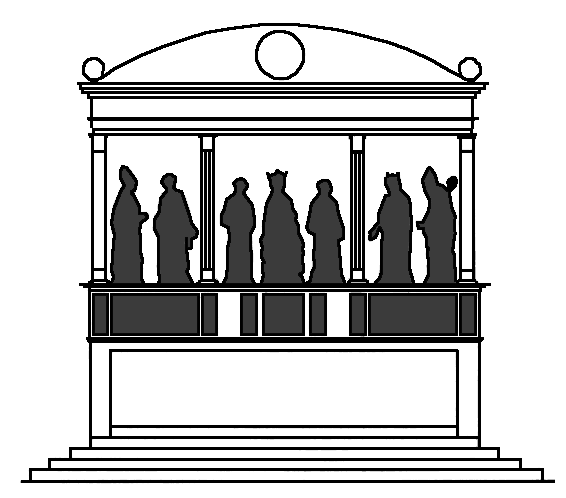
Possibile ricostruzione dell'altare di Sant'Antonio da Padova.

Forse grazie al riscontro positivo del Crocifisso della basilica del Santo (1444-1449), verso il 1446 Donatello ricevette una commissione ancora più imponente e prestigiosa, la costruzione dell'intero altare della basilica del Santo, opera composta da quasi venti rilievi e sette statue bronzee a tutto tondo, al quale lavorò fino alla partenza dalla città. Dell'importantissimo complesso si è persa la struttura architettonica originaria, smantellata nel 1591, e conoscendo l'estrema attenzione con cui Donatello definiva i rapporti tra le figure, lo spazio e il punto di vista dell'osservatore, è chiaro che si tratta di una perdita notevole. La sistemazione attuale risale a un'arbitraria ricomposizione del 1895.
L'aspetto originario doveva ricordare una "sacra conversazione" tridimensionale, con le figure dei sei santi a tutto tondo disposte attorno a una Madonna col Bambino sotto una sorta di baldacchino poco profondo scandito da otto colonne o pilastri, posto a ridosso degli archi del deambulatorio, non all'inizio del presbiterio come oggi. Il basamento, ornato da rilievi su tutti i lati, era una sorta di predella.
L'effetto generale doveva essere quello di un propagarsi del moto a onde successive sempre più intense, partendo dalla Vergine al centro, che era ritratta nell'atto bloccato di alzarsi dal trono per mostrare il Bambino ai fedeli. Le altre statue a tutto tondo (i santi Francesco, Antonio, Giustina, Daniele, Ludovico e Prosdocimo) hanno gesti naturali e pacati, improntati a una statica solennità, con un'economia di gesti ed espressioni che evita tensioni espressive troppo forti e che contrastano con le drammatiche scene dei rilievi con i miracoli del santo, i quali sono circondati da alcuni rilievi minori, cioè le formelle dei quattro simboli degli Evangelisti e i dodici putti.

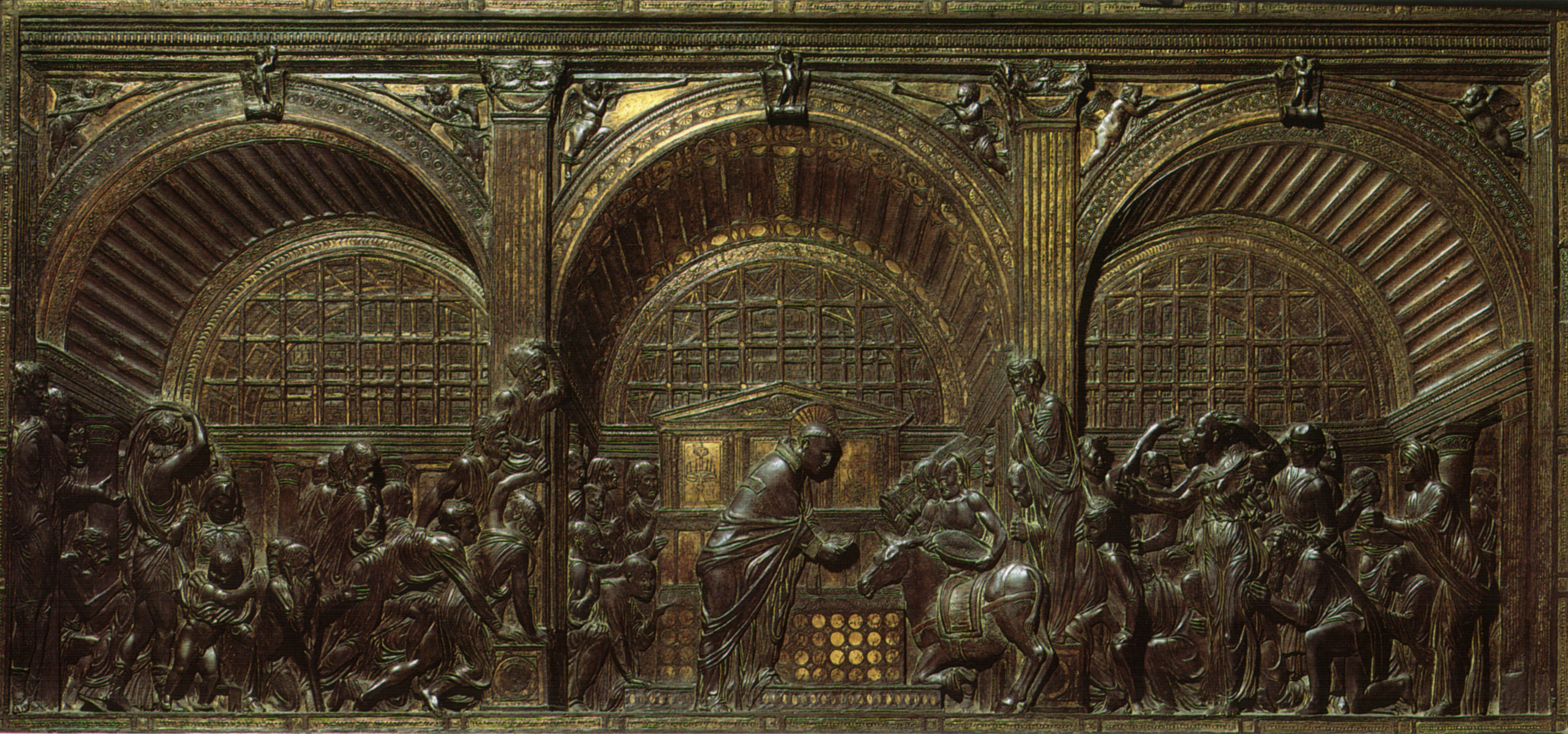
Donatello, Miracolo dell'asina.

I quattro grandi pannelli che illustrano i Miracoli di Sant'Antonio sono composti in scene affollate, dove l'evento miracoloso è mescolato alla vita quotidiana, ma sempre immediatamente individuabile grazie all'uso di linee di forza. Sullo sfondo si aprono maestosi fondali di architetture straordinariamente profonde, nonostante il bassissimo rilievo stiacciato. Numerosi temi sono desunti da monumenti antichi, ma quello che più colpisce è la folla, che per la prima volta diventa parte integrante della rappresentazione. Il Miracolo dell'asina è tripartito da archi in scorcio, non proporzionati con le dimensioni dei gruppi delle figure, che amplificano la solennità del momento. Il Miracolo del figlio pentito è ambientato in una sorta di circo, con le linee oblique delle scalinate che direzionano lo sguardo dello spettatore verso il centro. Il Miracolo del cuore dell'avaro vanta una serrata narrazione che mostra in contemporanea gli eventi chiave della storia facendo compiere all'occhio dell'osservatore un moto circolare guidato dalle braccia delle figure. Nel Miracolo del neonato che parla infine alcune figure in primissimo piano, poste davanti ai pilastri, sono di dimensioni maggiori poiché proiettate illusionisticamente verso lo spettatore. In generale la linea è articolata e vibrante, con balenii di luce esaltati dalle dorature e dalle argentature (oggi ossidate) delle parti architettoniche.
Nella Deposizione in pietra, forse per il lato posteriore dell'altare, Donatello rielaborò il modello antico della morte di Melagro; lo spazio viene annullato e della composizione rimangono solo il sarcofago e uno schermo unitario di figure dolenti, sconvolte nei lineamenti grazie alla mimica facciale e alla gestualità esasperate, con un dinamismo accentuato dai contrasti delle linee che generano soprattutto angoli acuti. Spicca quindi la linea dinamica, esaltata dalla policromia. In quest'opera, di impatto fondamentale per l'arte dell'Italia settentrionale, Donatello rinunciò ai principi di razionalità e fiducia nell'individuo tipicamente umanistica, che negli stessi anni ribadiva invece nel Gattamelata. Si tratta dei primi sintomi, colti con estrema prontezza dall'artista, della crisi degli ideali del primo Rinascimento che maturò nei decenni successivi.

#### Il monumento equestre al Gattamelata

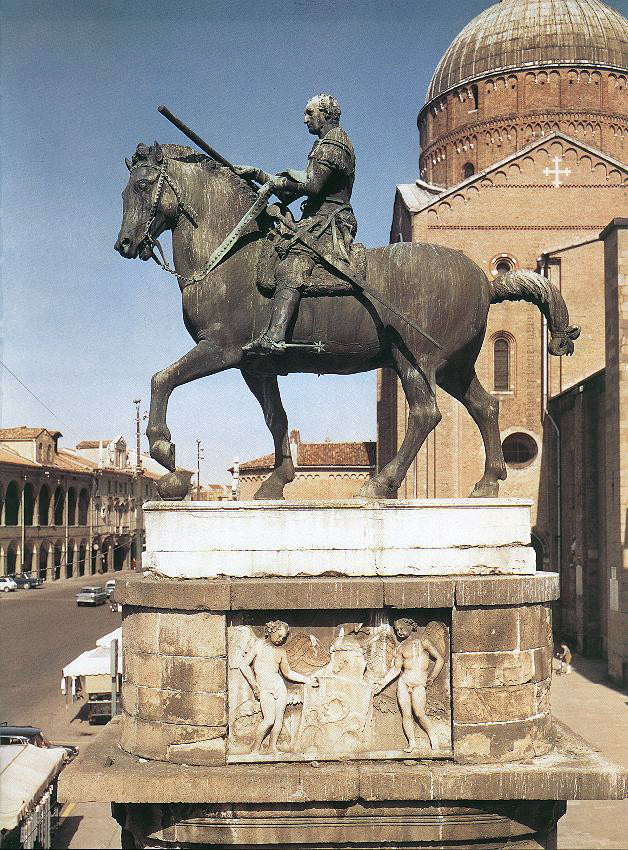
Donatello, Monumento equestre al Gattamelata.

Risale probabilmente al 1446 la commissione da parte degli eredi del capitano di ventura Erasmo da Narni, detto il Gattamelata (morto nel 1443), per realizzare il monumento equestre del condottiero nella piazza antistante la basilica del Santo. L'opera in bronzo, che permise all'artista di cimentarsi nella tipologia squisitamente classica del monumento equestre, venne completata nel 1453.
Concepito come un cenotafio, sorge in quella che all'epoca era un'area cimiteriale, in una collocazione attentamente studiata rispetto alla vicina basilica, ossia lievemente scostata rispetto alla facciata e al fianco, in asse con un importante accesso viario, garantendo la visibilità da molteplici punti di vista.
Non si hanno precedenti recenti per questo tipo di scultura: le statue equestri del Trecento, nessuna in bronzo, sormontavano di solito le tombe (come le arche scaligere); si hanno precedenti in pittura, tra questi il Guidoriccio da Fogliano di Simone Martini e il Giovanni Acuto di Paolo Uccello, ma Donatello probabilmente più che a questi si ispirò ai modelli classici: la statua equestre di Marco Aurelio a Roma, il Regisole di Pavia e i Cavalli di San Marco, da cui riprese il modo del cavallo che avanza al passo col muso rivolto verso il basso.
In ogni caso Donatello creò un'espressione originale, basata sull'umanistico culto dell'individuo, dove l'azione umana appare guidata dal pensiero. Nell'opera, posta su un alto basamento, la figura dell'uomo è idealizzata: non è un ritratto dal vero dell'uomo vecchio e malato prima della morte, ma una ricostruzione ideale, ispirata alla ritrattistica romana, con una precisa individuazione fisionomica, sicuramente non casuale. Il cavallo ha una posa bloccata, grazie all'espediente della palla sotto lo zoccolo, che fa anche da punto di scarico delle forze statiche. Il condottiero, con le gambe tese sulle staffe, fissa un punto lontano e tiene in mano il bastone del comando in posizione obliqua che con la spada nel fodero, sempre in posizione obliqua: questi elementi fanno da contrappunto alle linee orizzontali del cavallo e alla verticale del condottiero accentuandone il movimento in avanti, enfatizzato anche dal leggero scarto della testa. Il monumento fece da prototipo per tutti i successivi monumenti equestri.

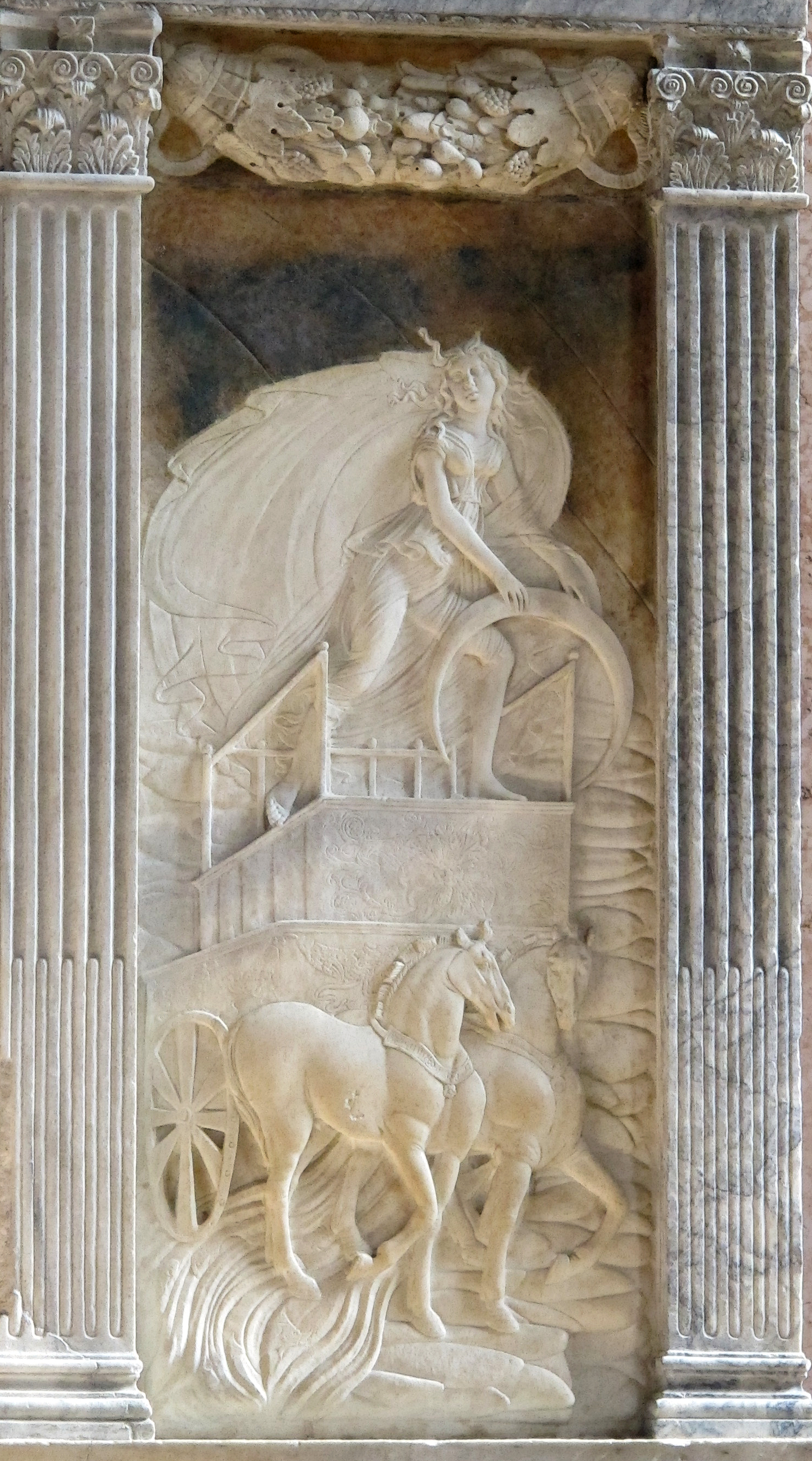
Agostino di Duccio, Diana, Tempio Malatestiano.

### Rimini
Sigismondo Pandolfo Malatesta fu l'attivo promotore a Rimini di un'importante serie di lavori in glorificazione di sé stesso e della sua casata. Culmine dell'ambizioso progetto fu la ristrutturazione della chiesa di San Francesco, da decenni luogo di sepoltura dei Malatesta, in un nuovo edificio rinascimentale, il Tempio Malatestiano (dal 1450 circa), dove lavorarono Leon Battista Alberti, Piero della Francesca e altri. All'interno spiccava una ricca decorazione plastica, che arriva a mettere in secondo piano la struttura architettonica. I pilastri all'ingresso di ciascuna cappella sono coperti infatti da rilievi allegorici o narrativi, scolpiti sotto la direzione di Agostino di Duccio. Lo scultore di origine fiorentina aveva sviluppato un proprio stile fluido a partire dallo stiacciato donatelliano, di una grazie un po' fredda, "neoattica". I temi sono soprattutto profani e intrecciano complesse allegorie decise probabilmente dallo stesso Sigismondo, che fece della chiesa una sorta di tempio umanistico, in contrasto con papa Pio II Piccolomini che l'aveva scomunicato nel 1460.

## L'ultimo quarto del XV secolo

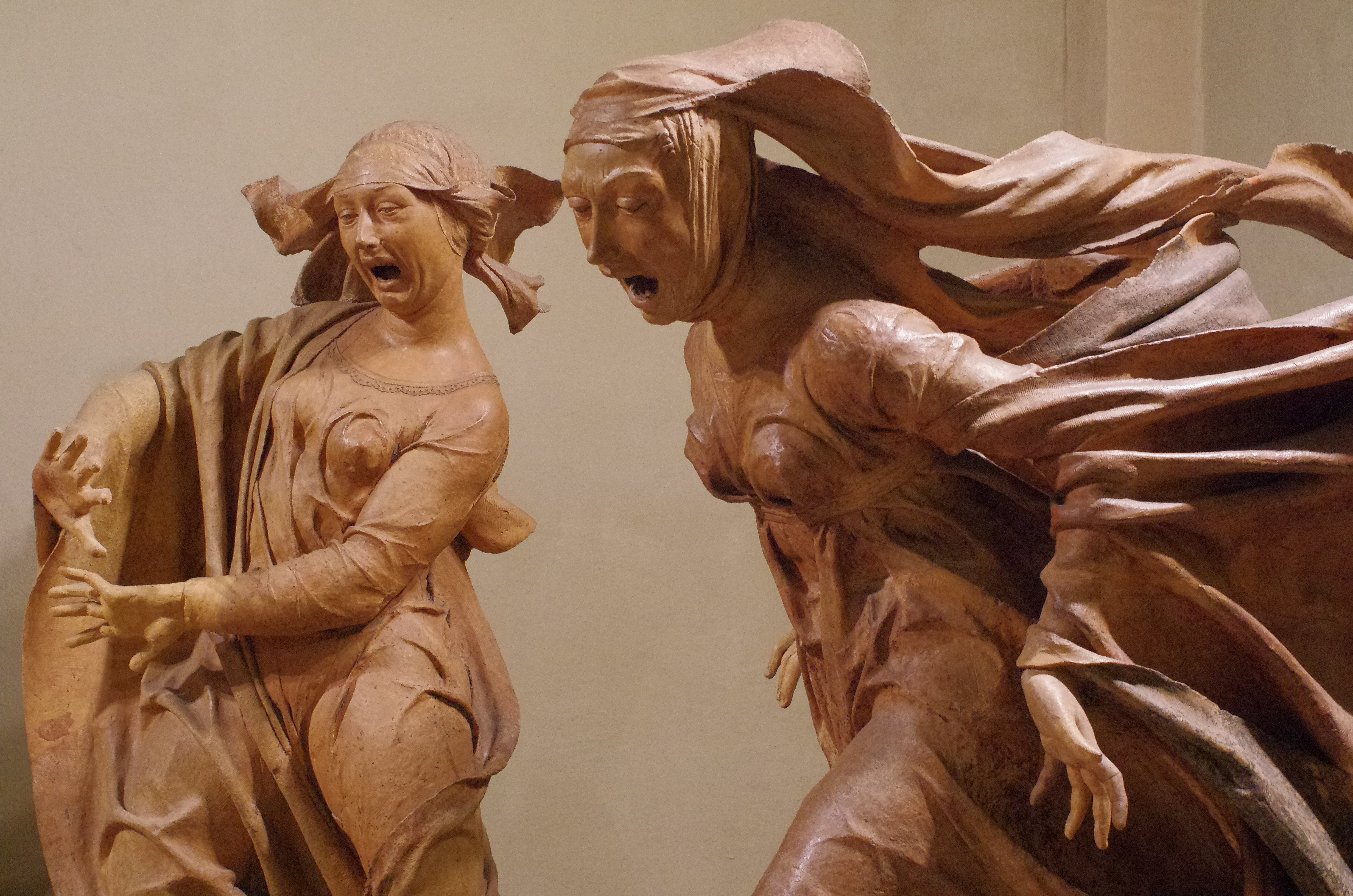
Niccolò dell'Arca, Compianto sul Cristo morto, Santa Maria della Vita, Bologna.

### Niccolò dell'Arca
Il Compianto sul Cristo morto di Niccolò dell'Arca a Bologna (1485 circa) è senz'altro un'opera senza paragoni apparente nel panorama della scultura italiana del XV secolo. Le figure sono estremamente realistiche, con una forte resa espressiva del dolore, che in un paio di soggetti diventa un grido incontenibile di strazio, esasperato dal panneggio gonfiato dal vento contrario. Le radici di questa rappresentazione si possono trovare nella scultura borgognona e nell'ultima produzione di Donatello, ma la connessione più diretta riguarda l'attività dei pittori ferraresi attivi in quegli anni a Bologna, in particolare Ercole de' Roberti ai perduti affreschi della Cappella Garganelli.
L'opera non ebbe un reale seguito nella scultura emiliana: i successivi e diffusissimi gruppi scultorei del Compianto del modenese Guido Mazzoni ne smorzarono i toni di frenesia "dionisiaca" verso modi più pacati e convenzionali.

### Lombardia

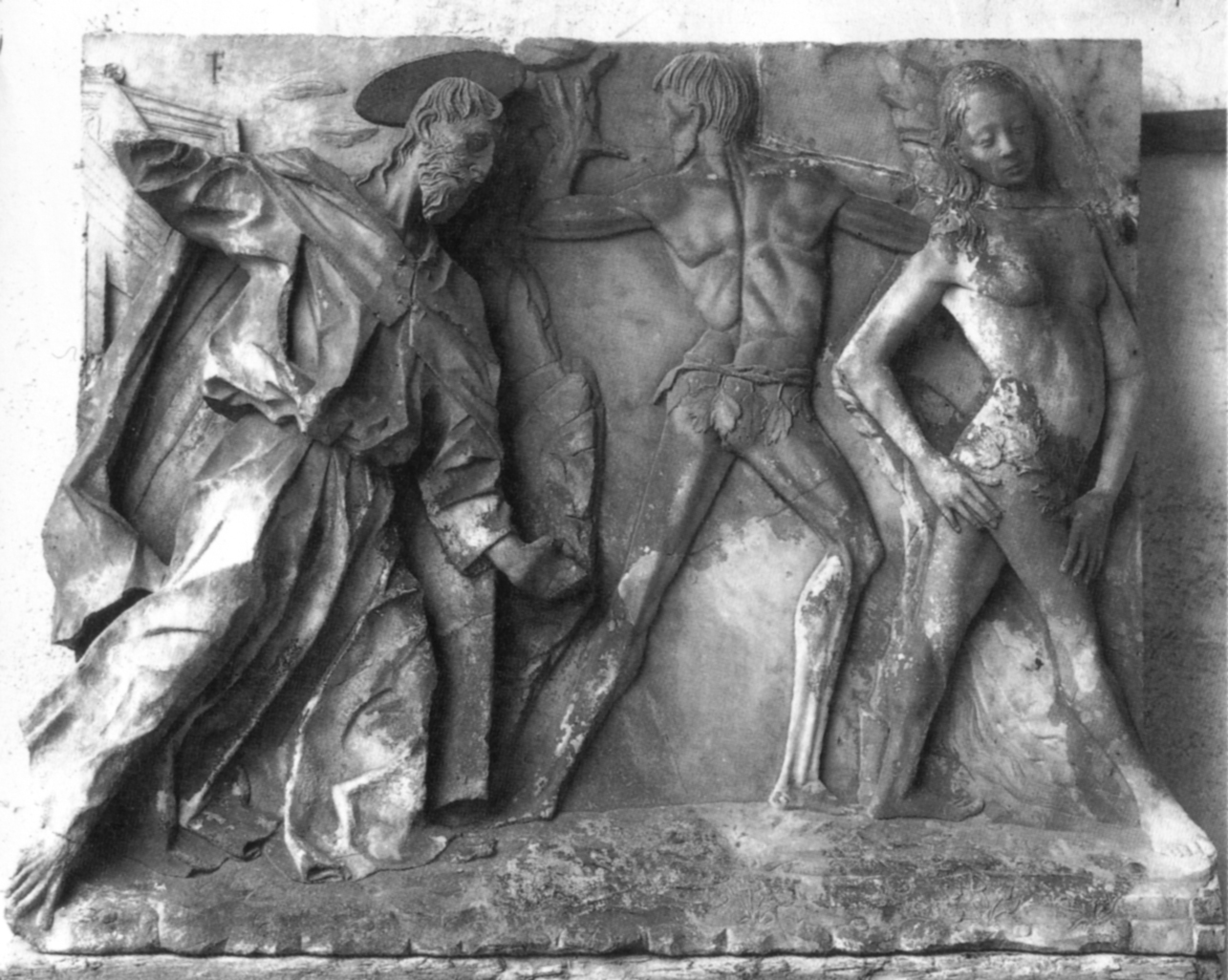
Cristoforo Mantegazza, Cacciata dei progenitori.

Anche in Lombardia la scultura mostrò un'influenza da parte della scuola ferrarese di pittura. Il più importante cantiere dell'epoca, oltre alla decorazione del Duomo di Milano che proseguiva con numerose maestranze seguendo uno stile piuttosto convenzionale, fu la decorazione scultorea della facciata della Certosa di Pavia. Tra gli artisti attivi nell'impresa si contano Cristoforo Mantegazza, a cui è attribuita la Cacciata dei progenitori (1475 circa), dove le figure si contorgono in un balletto innaturale, con un forte chiaroscuro dato dal segno grafico, dalla forte linea di contorno e dal panneggio frastagliato che arriva ad assomigliare a carta accartocciata.
Nella Risurrezione di Lazzaro (1474 circa) di Giovanni Antonio Amadeo invece l'impostazione sottolinea maggiormente la profondità dell'architettura in prospettiva, derivata dalla lezione di Bramante, con figure più composte ma ancora incise da contorni profondi e bruschi, che rivelano una certa ruvidità tipicamente lombarda.

### Il Regno di Napoli

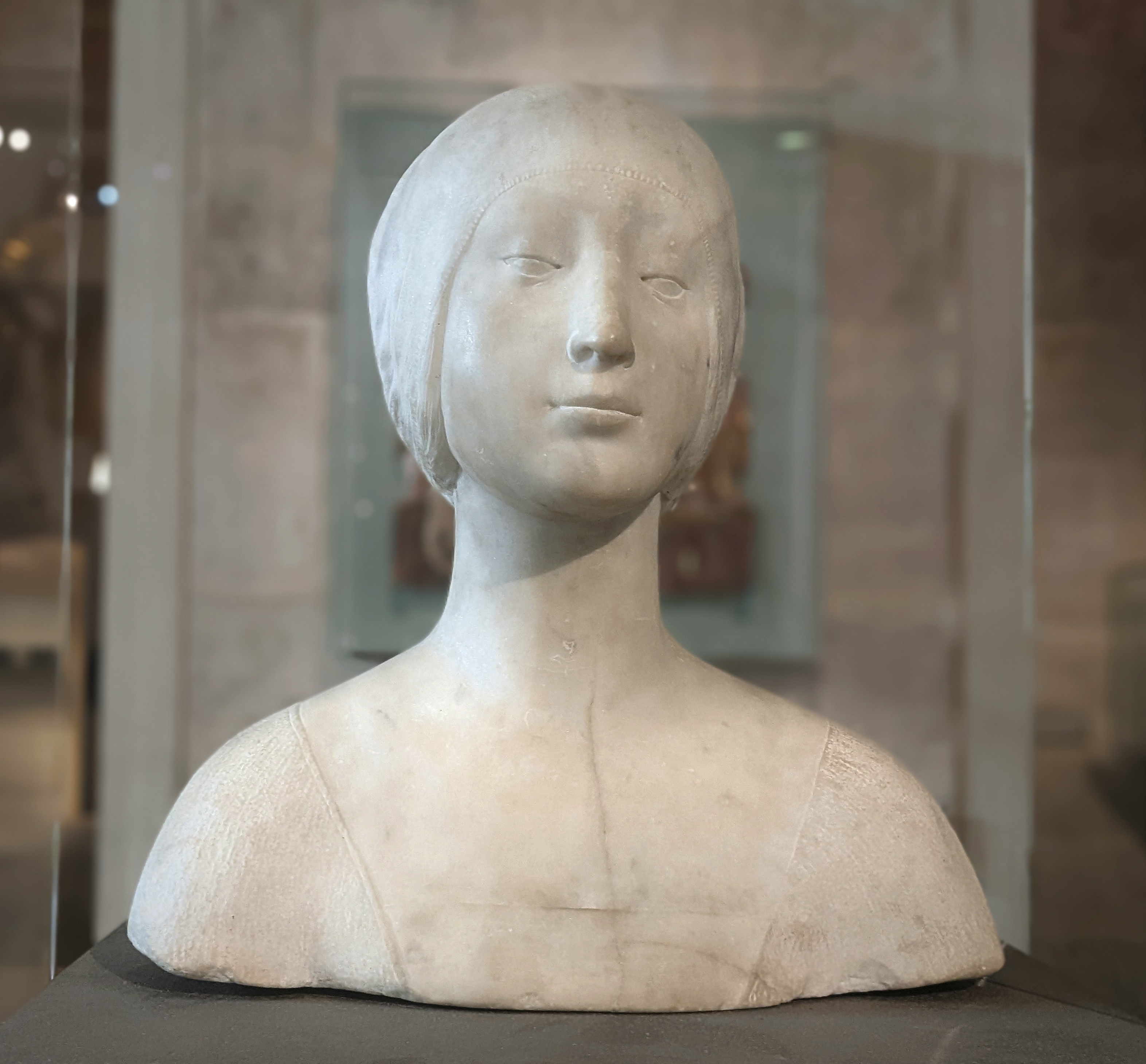
Francesco Laurana, Busto di principessa.

Nel Regno di Napoli sotto Alfonso V d'Aragona l'arco di Castel Nuovo fu un episodio fondamentale. Vi lavorò un gruppo eterogeneo di scultori, che fu all'origine della disorganicità dell'insieme. A un primo team di artisti legati ai modi catalano-borgognoni ne successe uno più composito, in cui spiccavano le personalità di Domenico Gaggini e Francesco Laurana, che dopo il termine dei lavori restarono a lungo nel regno.
Gaggini fu il capostipite di un'autentica dinastia, attiva soprattutto in Sicilia, dove fuse spunti locali con la ricchezza decorativa di matrice lombarda; Laurana invece si specializzò in forme più sintetiche, soprattutto nei ritratti di suggestiva e levigata bellezza che furono la sua specialità più apprezzata. Ad esempio nel Ritratto di Eleonora d'Aragona (1468, Palermo, Palazzo Abatellis), l'effigie è caratterizzata da una bellezza rarefatta, dove i tratti somatici sono ridotti all'essenziale, sviluppando il senso di sintesi e purezza geometrica delle forme. Questa idealizzazione si avvicina alle opere di Piero della Francesca, che lo scultore dovette probabilmente vedere a Urbino.
Verso la fine del XV secolo la presenza diretta di opere e maestranze fiorentine, favorite dall'alleanza con Lorenzo il Magnifico, permise una selezione degli indirizzi disomogenei presenti nel regno in favore dell'adorazione di formule più strettamente rinascimentali. Fondamentale fu l'opera di Antonio Rossellino e Benedetto da Maiano. A quest'ultimo spettò la decorazione della Cappella Piccolomini nella chiesa di Sant'Anna dei Lombardi, dove riprese lo schema della fiorentina cappella del Cardinale del Portogallo aggiornato però a una più ricca esuberanza decorativa secondo il gusto della committenza locale.

### Il Veneto
Tra il 1479 e il 1496 i modi fiorentini penetrarono in maniera diretta con la commissione del monumento equestre a Bartolomeo Colleoni, commissionato ad Andrea del Verrocchio. La sua opera si discosta dall'illustre precedente di Donatello anche per i valori stilistici dell'opera. Al concentrato e sereno incedere del Gattamelata, Verrocchio contrappose un condottiero impostato secondo un inedito rigore dinamico, con il busto impettito ed energicamente ruotato, la testa saldamente puntata verso il nemico, le gambe rigidamente divaricate a compasso, la gestualità grintosa e vitale.
Nella seconda metà del XV secolo gli scultori attivi a Venezia erano soprattutto architetti o figure comunque legate ai loro cantieri, che si formavano nelle loro botteghe. Fu il caso ad esempio dei due figli di Pietro Lombardo, Tullio e Antonio, che ricevettero le commissioni per grandiosi monumenti funebri dei dogi, statue e complessi scultorei. Gli indirizzi espressi dalla scultura di quel periodo non erano omogenei e spaziavano dal vigoroso ed espressivo realismo di Antonio Rizzo (statue di Adamo e di Eva nell'Arco Foscari), al maturo classicismo di Tullio Lombardo (Bacco e Arianna).

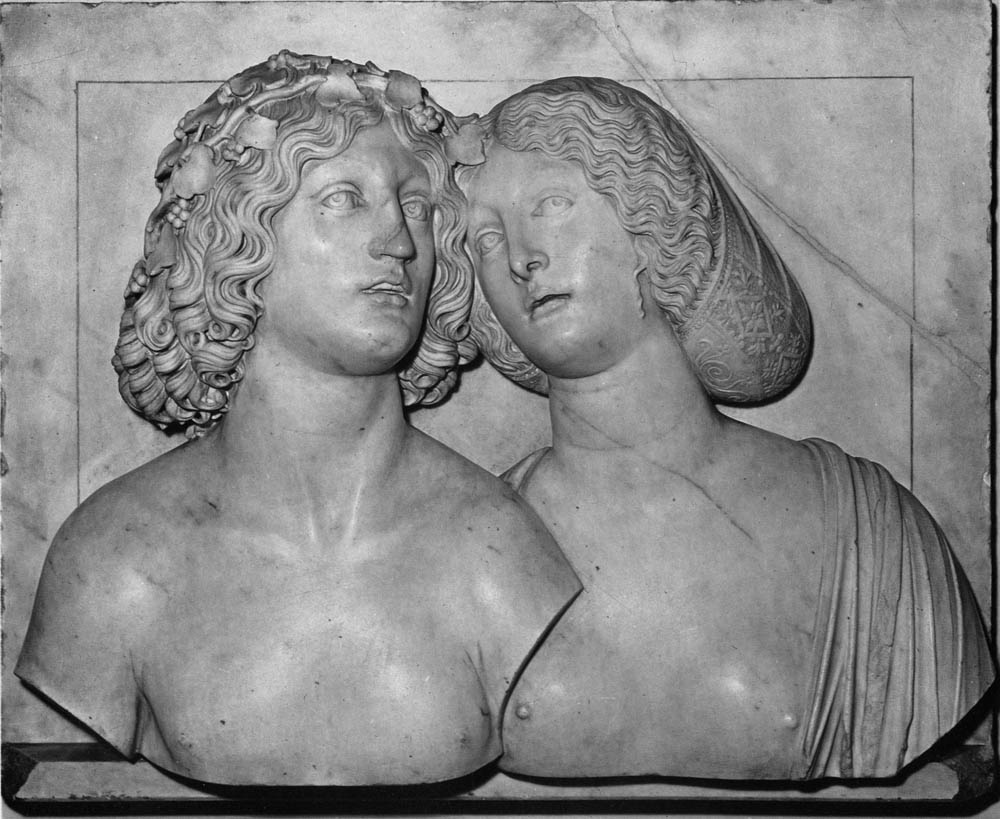
Tullio Lombardo, Bacco e Arianna (1505 circa).

Alla bottega di Tullio Lombardo in particolare vennero affidati alcuni monumenti funebri di stato, che rappresentato tra i più compiuti esempi di questa tipologia. Il monumento funebre al doge Pietro Mocenigo (1477-1480 circa) ha una serie di statue e rilievi legati alla figura di "capitano da mar", nella celebrazione di una sua vittoria, seppur modesta, contro gli Ottomani nell'Egeo. Il monumento venne impostato come il conferimento di un trionfo, rievocando dall'antico alcuni miti simbolici, come quello delle fatiche di Ercole.
Ancora più legato a modelli antichi fu il monumento funebre al doge Andrea Vendramin (1493-1499), con una struttura architettonica derivata dall'arco di Costantino, che venne ampiamente ripresa negli anni successivi. Il defunto è rappresentato al centro, sdraiato sul sarcofago, che è decorato da personificazioni di Virtù, di sapore ellenistico. Nella lunetta il doge è ritratto, su un bassorilievo, mentre adora la Vergine che assomiglia a una dea classica. Anche lo zoccolo, dove si trova l'elegante iscrizione in carattere lapidario romano, è ricco di rilievi simbolici in stile che imita l'antico, anche quando rappresenta personaggi biblici come Giuditta. Nelle nicchie laterali si trovavano originariamente delle statue anticheggianti, oggi nel Bode Museum (Paggi reggiscudo), nel Metropolitan Museum (Adamo) e a Palazzo Vendramin Calergi (Eva), sostituite secoli dopo da opere di altri artisti.
Il diffondersi della moda antiquaria stimolò poi la nascita di una vera e propria moda dei bronzetti all'antica, che ebbe in Padova il suo centro. Il più fortunato interprete di questo genere fu Andrea Briosco detto il Riccio, che avviò una produzione in grado di competere con le botteghe fiorentine.

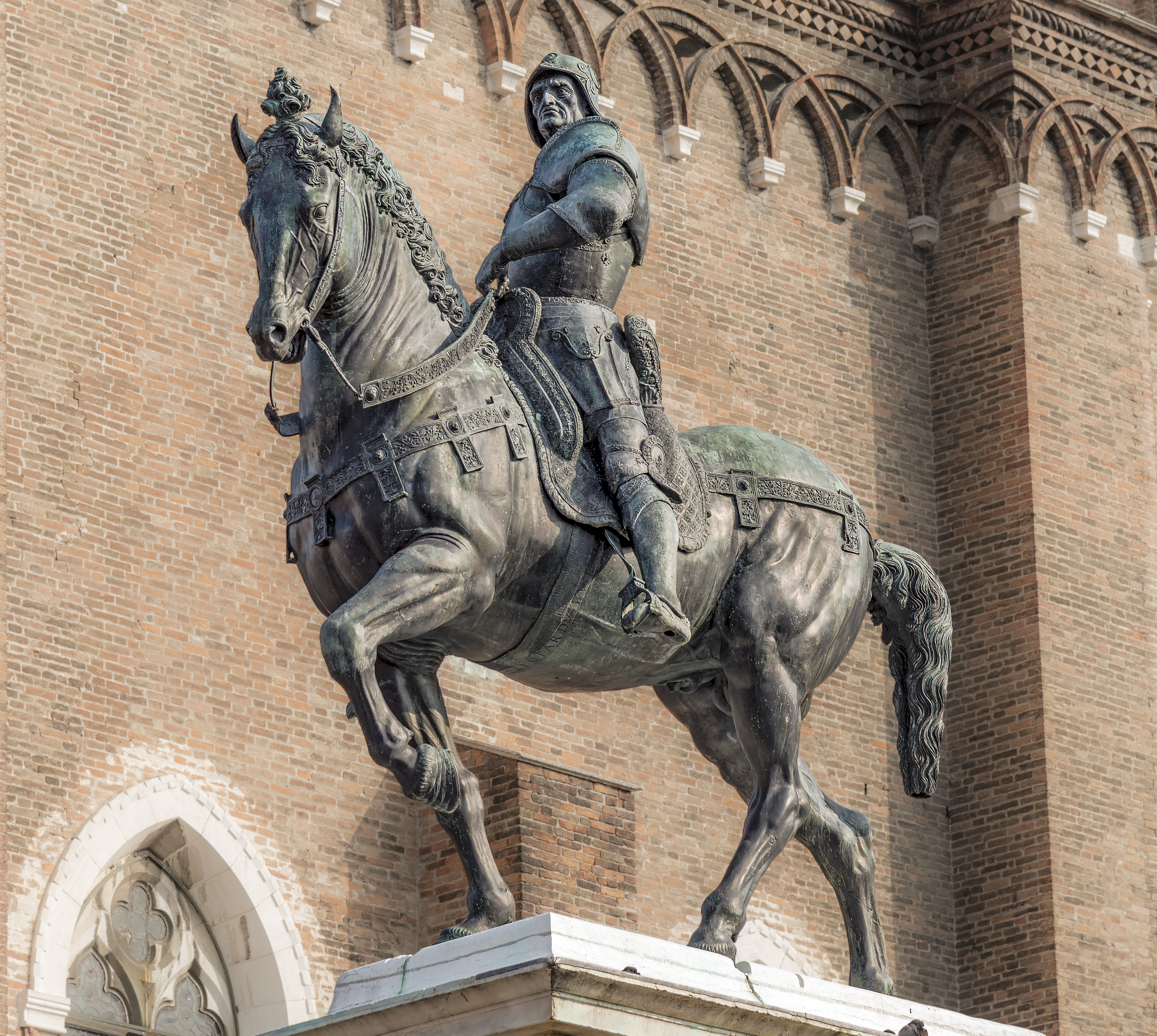
Monumento equestre a Bartolomeo Colleoni (1479-1496).
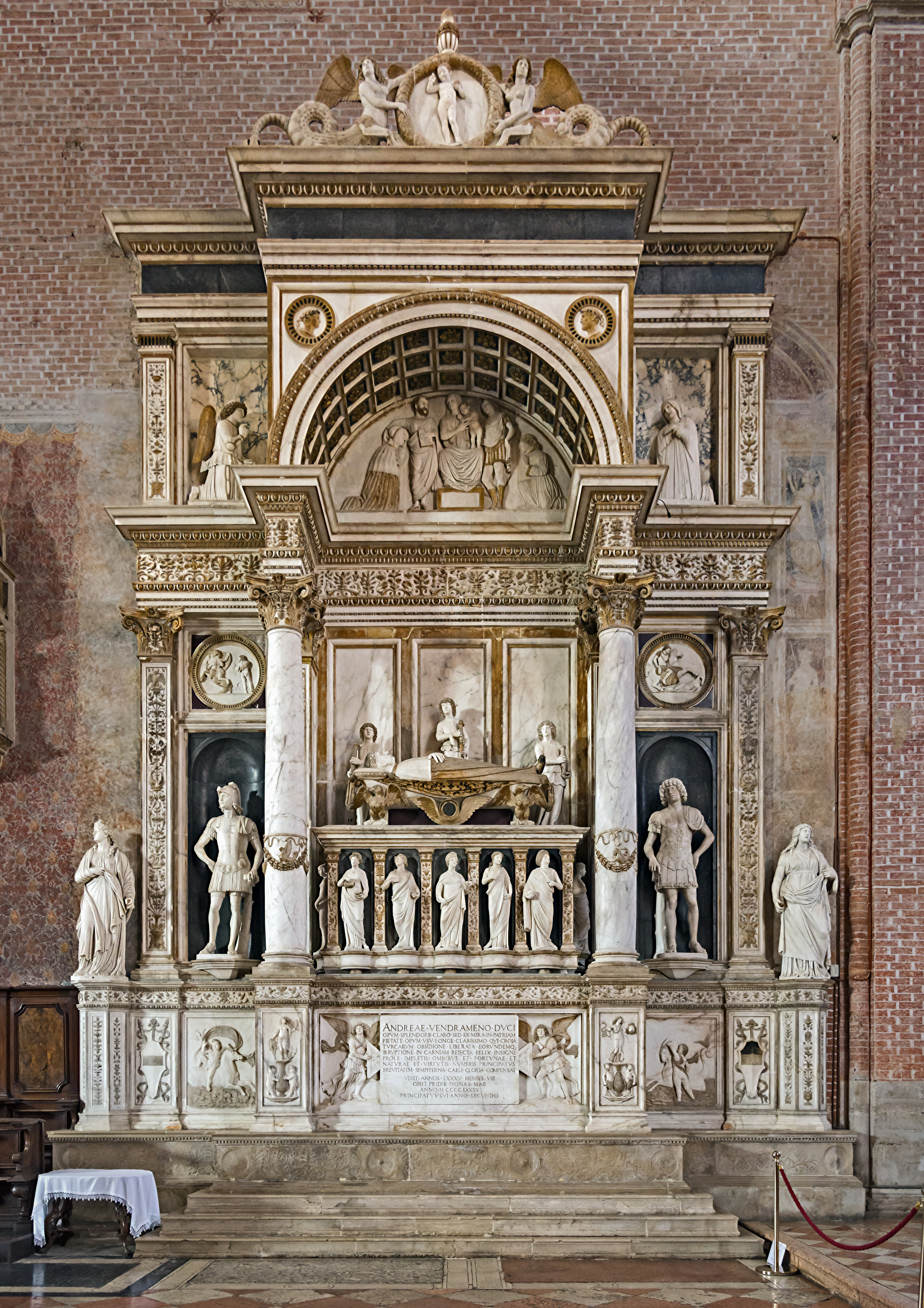
Monumento funebre al doge Andrea Vendramin (1493-1499).
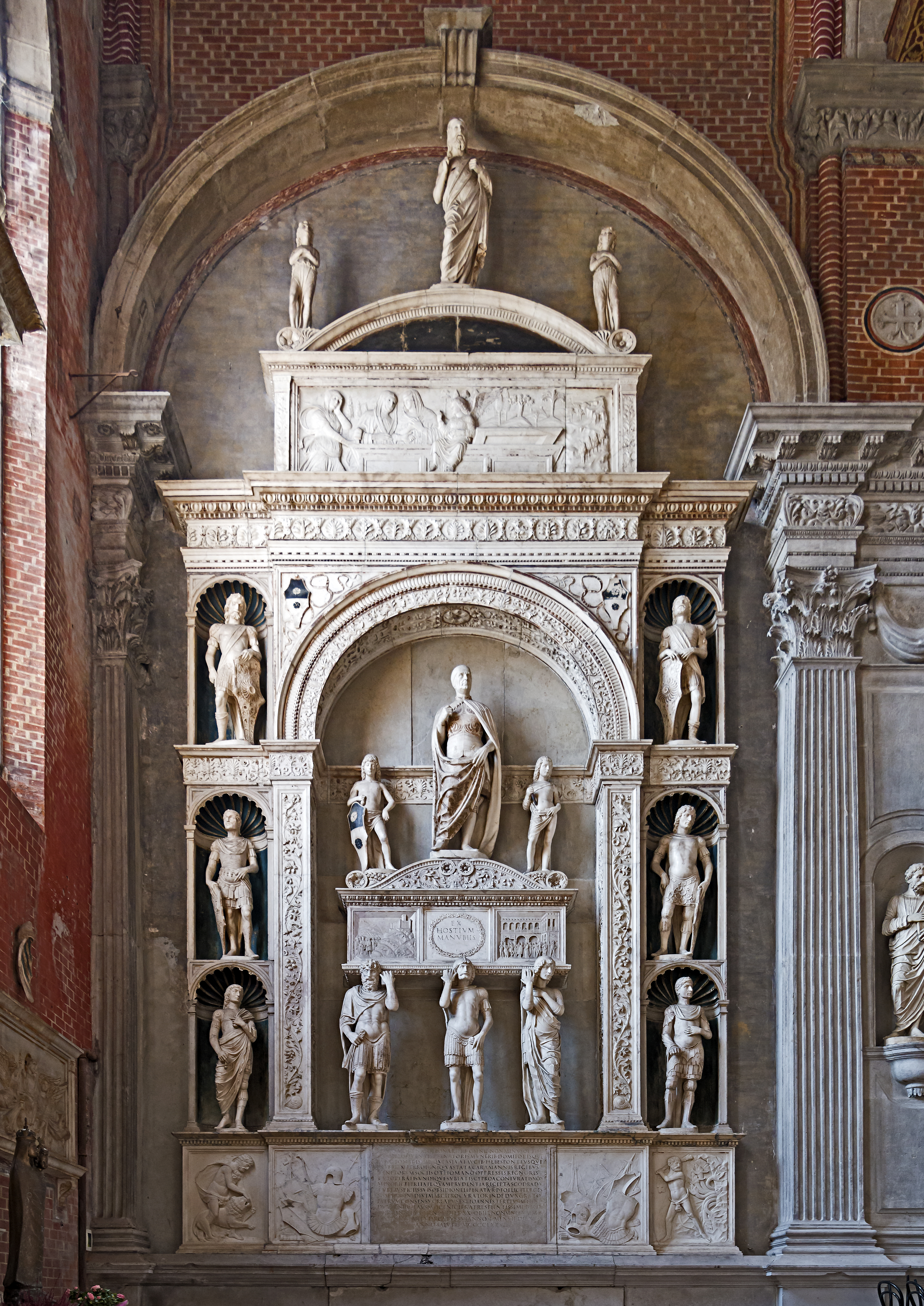
Monumento funebre al doge Pietro Mocenigo (1477-1480 circa).
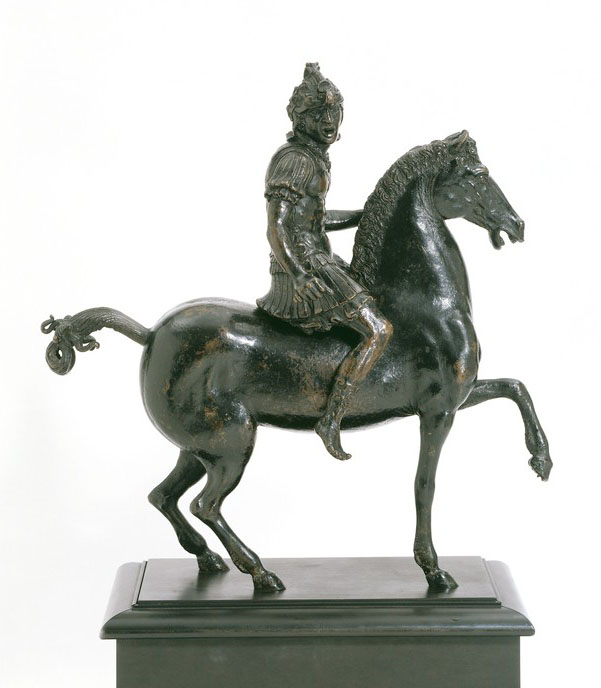
Andrea Briosco detto il Riccio, Cavaliere urlante (1510 circa).

### Firenze

Donatello, Compianto (1460-1466).

A Firenze il divario che si era andato nel frattempo creando tra gli artisti del primo umanesimo e quelli di nuova generazione, legati a un gusto più vario e ornato, fu evidente quando Donatello tornò dal decennale soggiorno a Padova nel 1453. La sua straziante Maddalena penitente (1453-1455) non potrebbe essere più diversa da quella coeva di Desiderio da Settignano, molto più composta.
Donatello si trovò così isolato nella sua stessa città e ricevette l'ultima commissione (i due pulpiti per San Lorenzo) grazie all'intervento diretto di Cosimo de' Medici, che era un suo estimatore di vecchia data. Nel Pulpito della Passione (1460-1466) scene come il Compianto e deposizione mostrano un rifiuto delle regole prospettiche, dell'ordine e dell'armonia, all'insegna di espressionismo ancora più vivo che nei rilievi a Padova. L'occhio fatica a distinguere i protagonisti nella massa palpitante di personaggi, mentre la composizione taglia senza alcuno scrupolo interi brani, come i ladroni sulla croce di cui si vedono solo i piedi, dando l'effetto di una spazio infinitamente indeterminato, che amplifica, con lo squilibrio, il pathos drammatico della scena.
Niente di più diverso dalla misurata idealizzazione, calibrata con le giuste dosi di naturalismo e virtuosismo, di artisti allora in voga presso la committenza quali Benedetto da Maiano, autore ad esempio di una serie di busti dalla lavorazione morbida e ricchi di dettagli descrittivi.
Protagonisti dell'ultimo quarto del secolo furono le botteghe dei fratelli del Pollaiolo (Antonio e Piero) e di Verrocchio. I primi, soprattutto Antonio, creò alcuni bronzetti a soggetto mitologico per la committenza legata all'accademia neoplatonica, come l'Ercole e Anteo del Bargello (1475 circa), dove il motivo mitologico è rappresentato con un gioco di linee spezzate che si incastrano l'una con l'altra, generando tensioni di inaudita violenza. Nelle sue opere le ricerche sull'anatomia umana e sulla resa del movimento si infittiscono e giungono a un'elaborazione nitida anche dei minimi dettagli, derivata dalla sua formazione come orafo.
Andrea del Verrocchio arrivò nel corso degli anni settanta del secolo a forme di grande eleganza a cui impresse una crescente monumentalità, come nel David, un tema dei precedenti illustri, che venne risolto secondo canoni "cortesi", con l'effigie di un giovane sfuggente e spavaldo, in cui si legge un'inedita attenzione alle sottigliezze psicologiche. L'opera, che sollecita molteplici punti di vista, è caratterizzata da un modellato dolce e da un soffuso psicologismo.

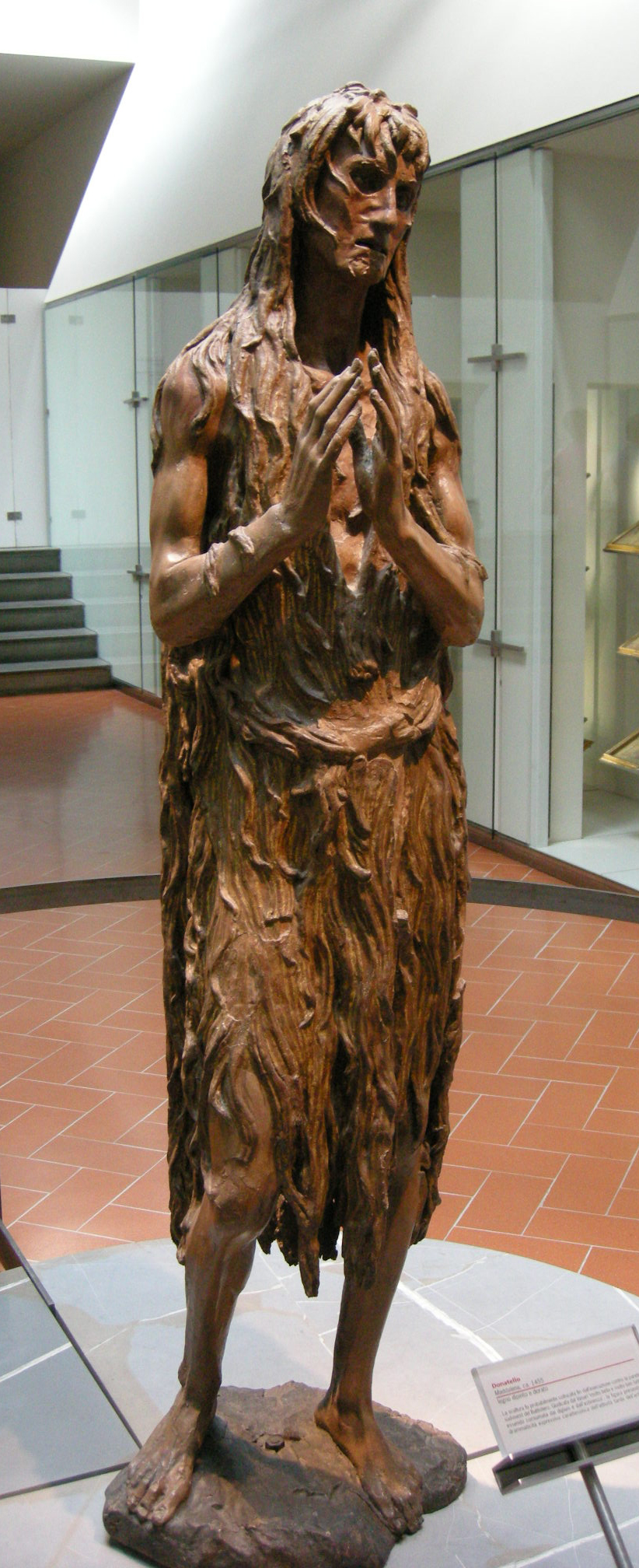
Donatello, Maddalena penitente (1453-1455).
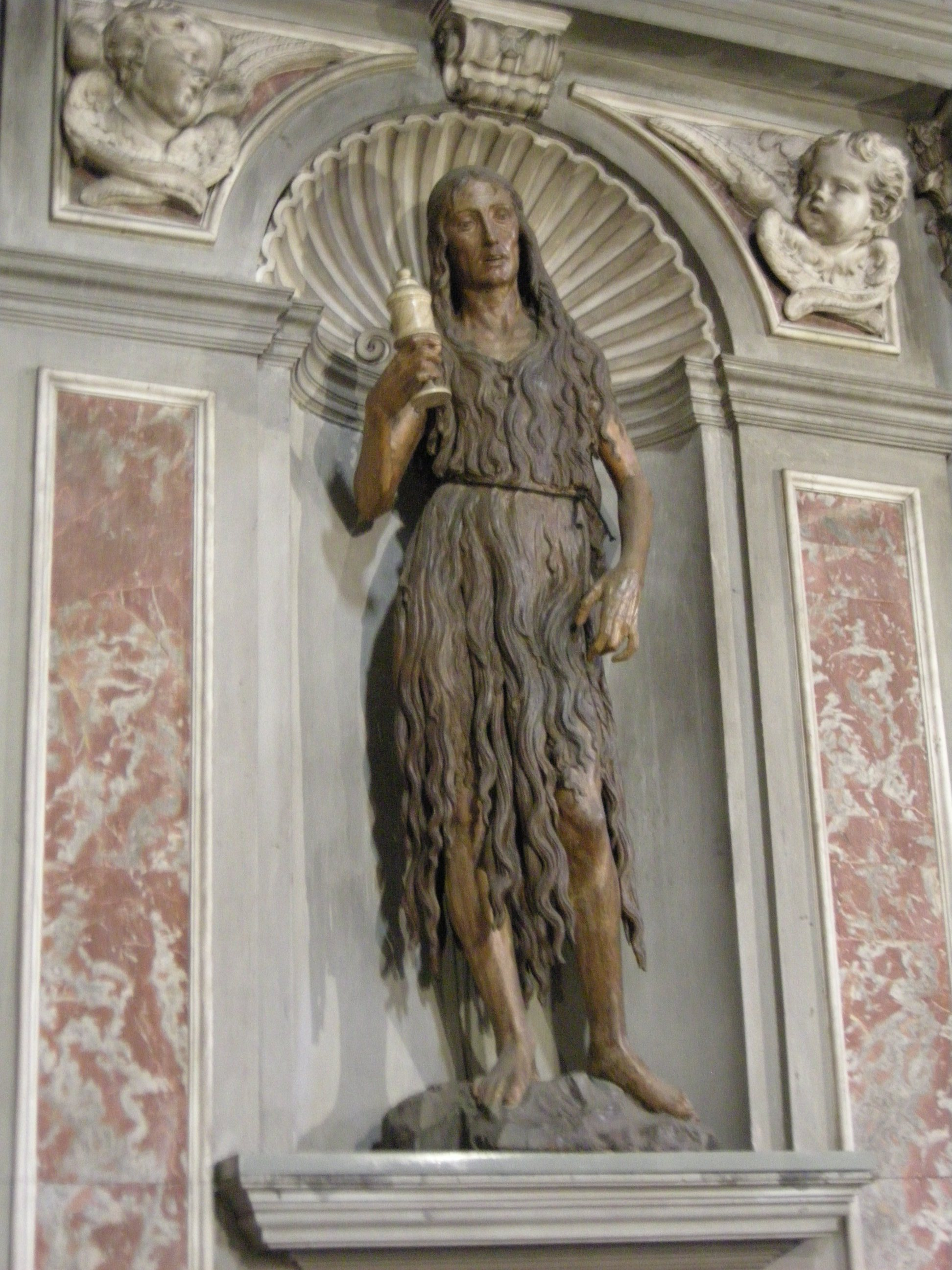
Desiderio da Settignano, Maddalena penitente (1455).
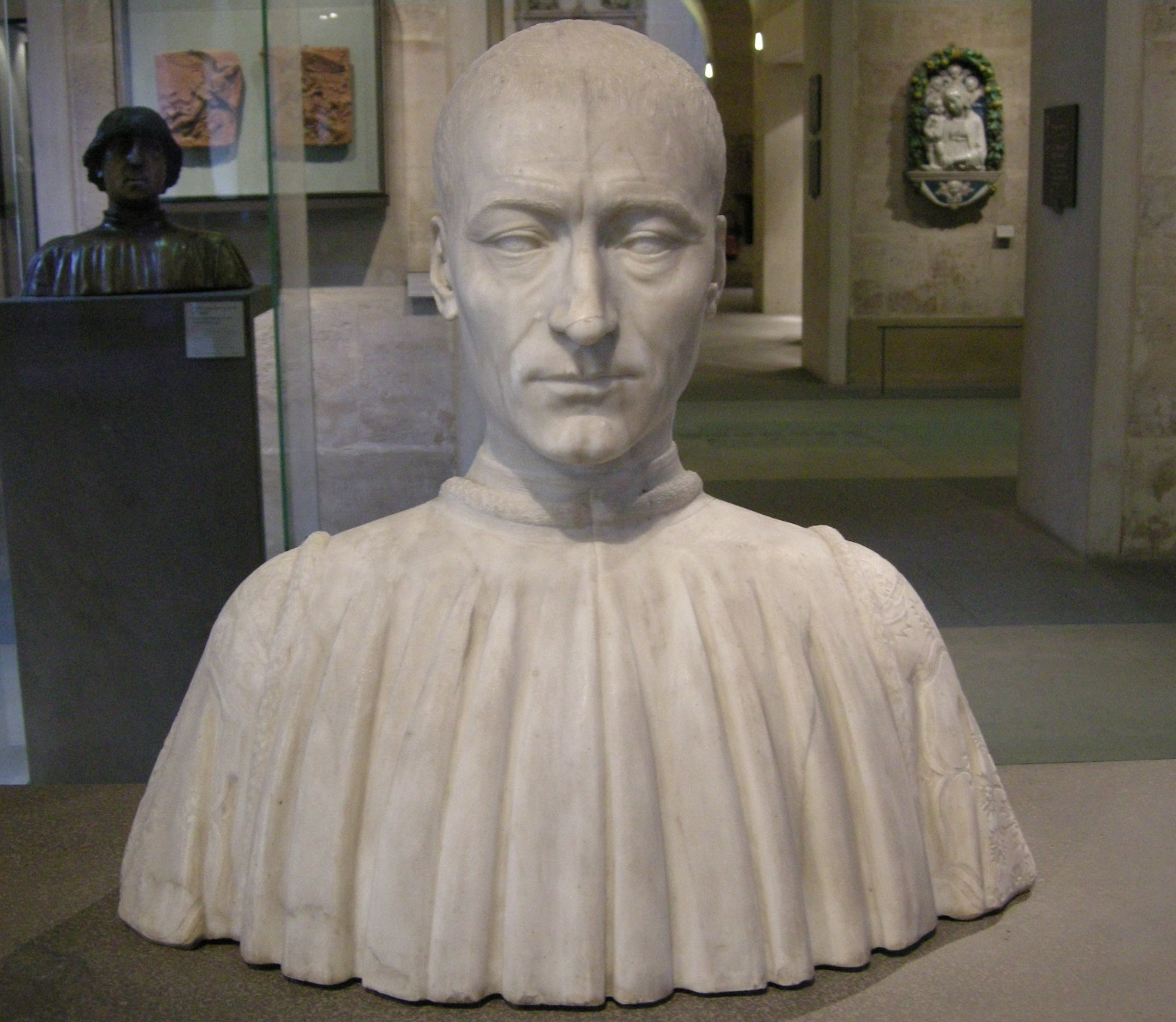
Benedetto da Maiano, Busto di Filippo Strozzi (1476).
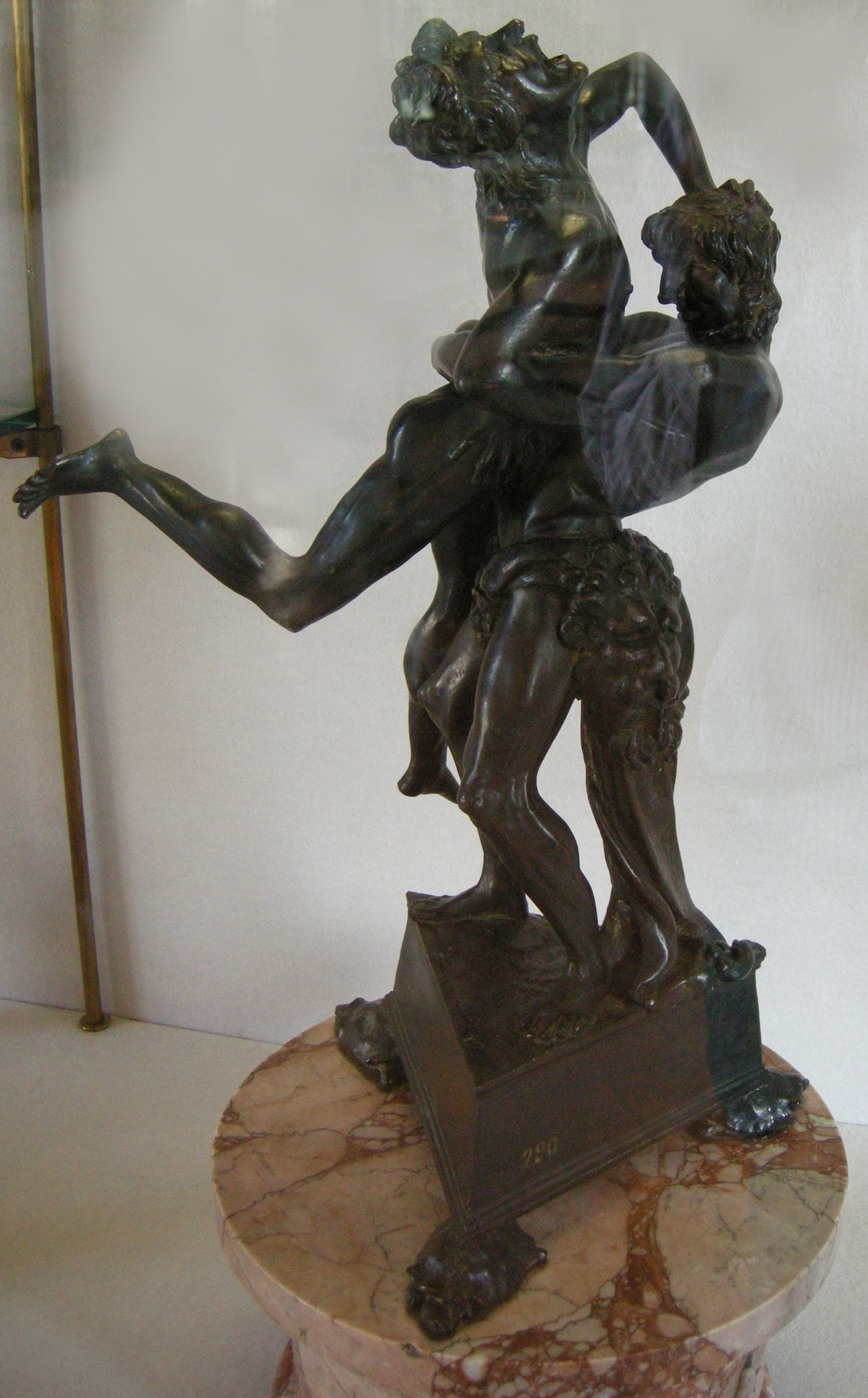
Antonio del Pollaiolo, Ercole e Anteo (1475 circa).

## Michelangelo

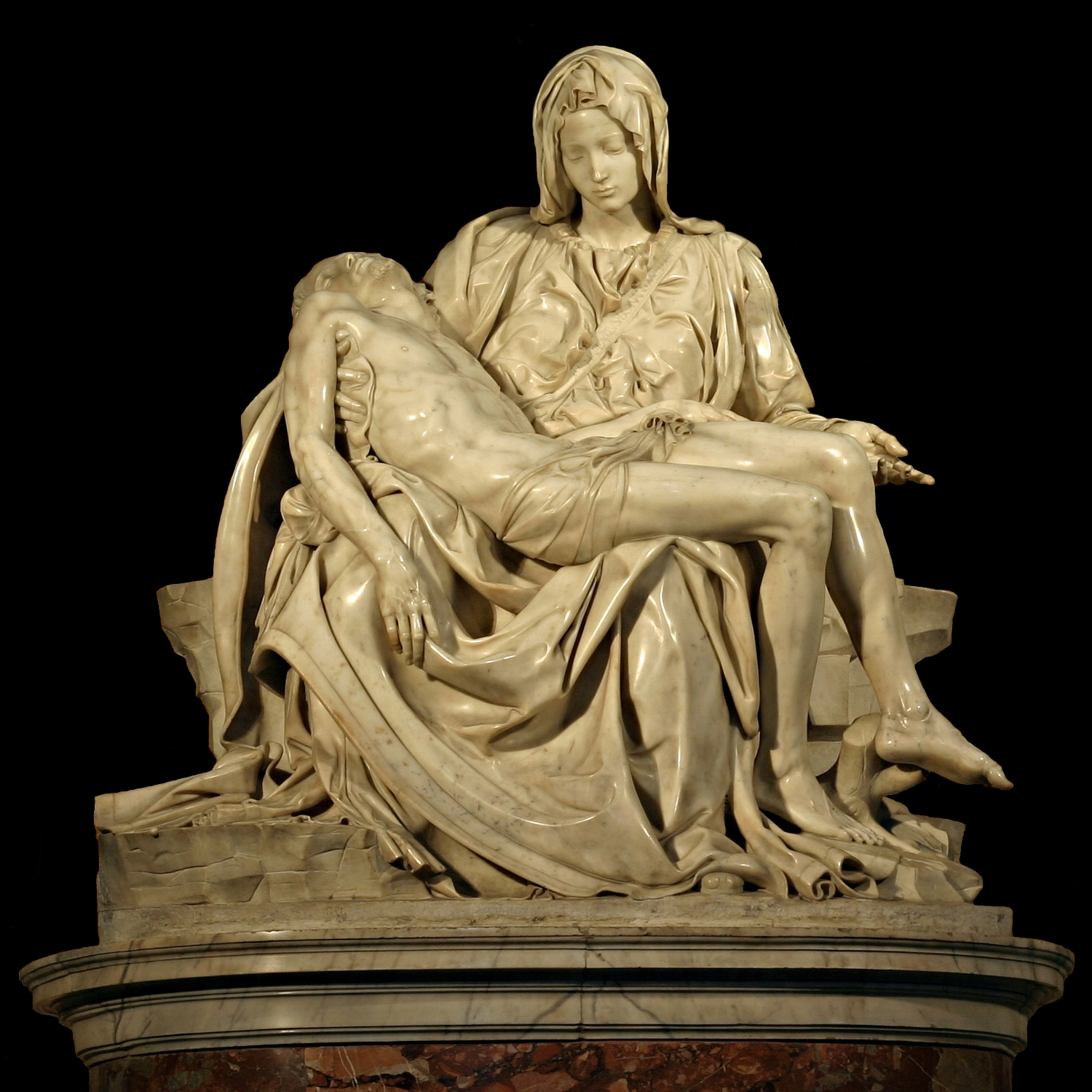
Michelangelo, Pietà vaticana (1497-1499).

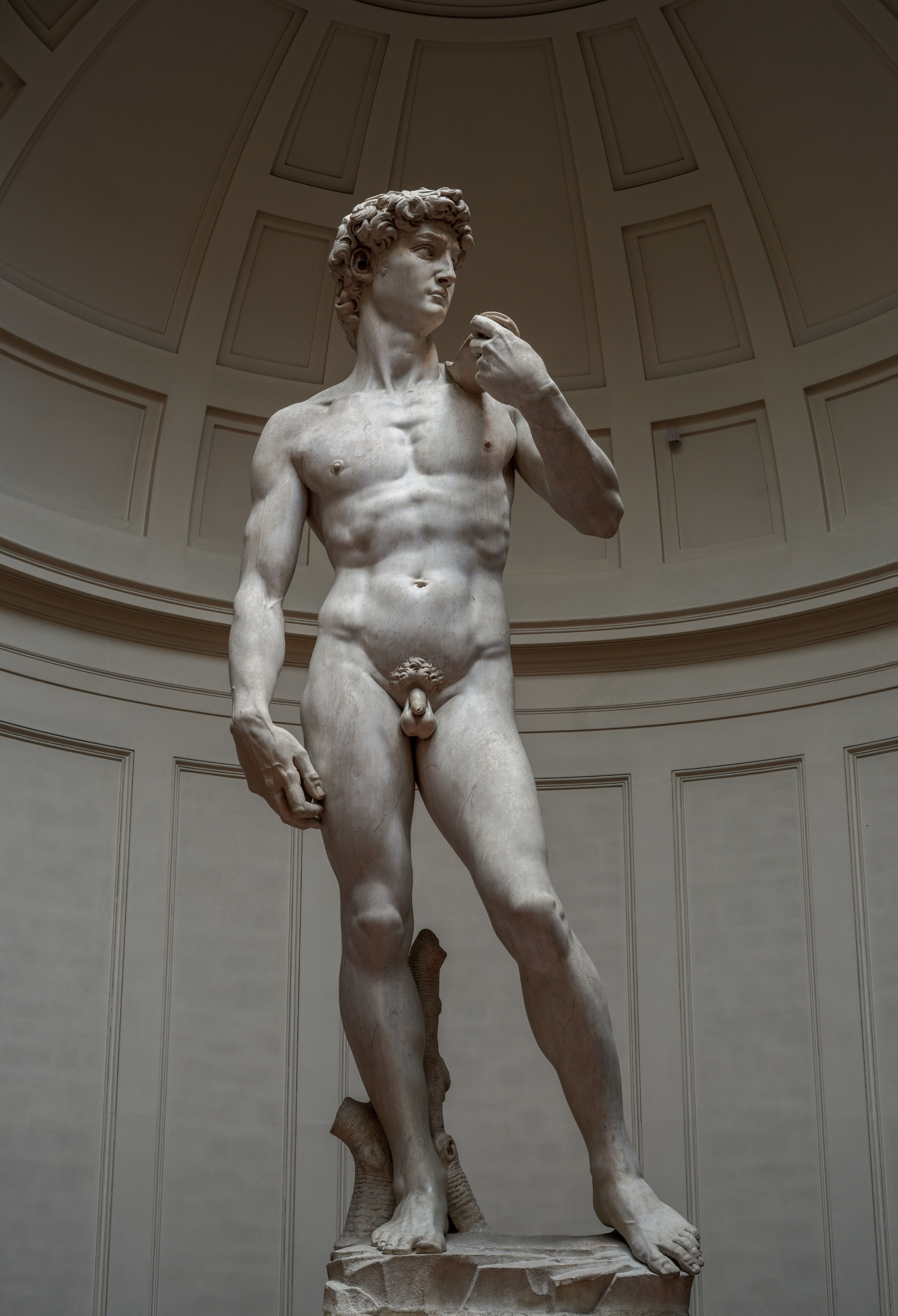
Michelangelo, David (1501-1504).

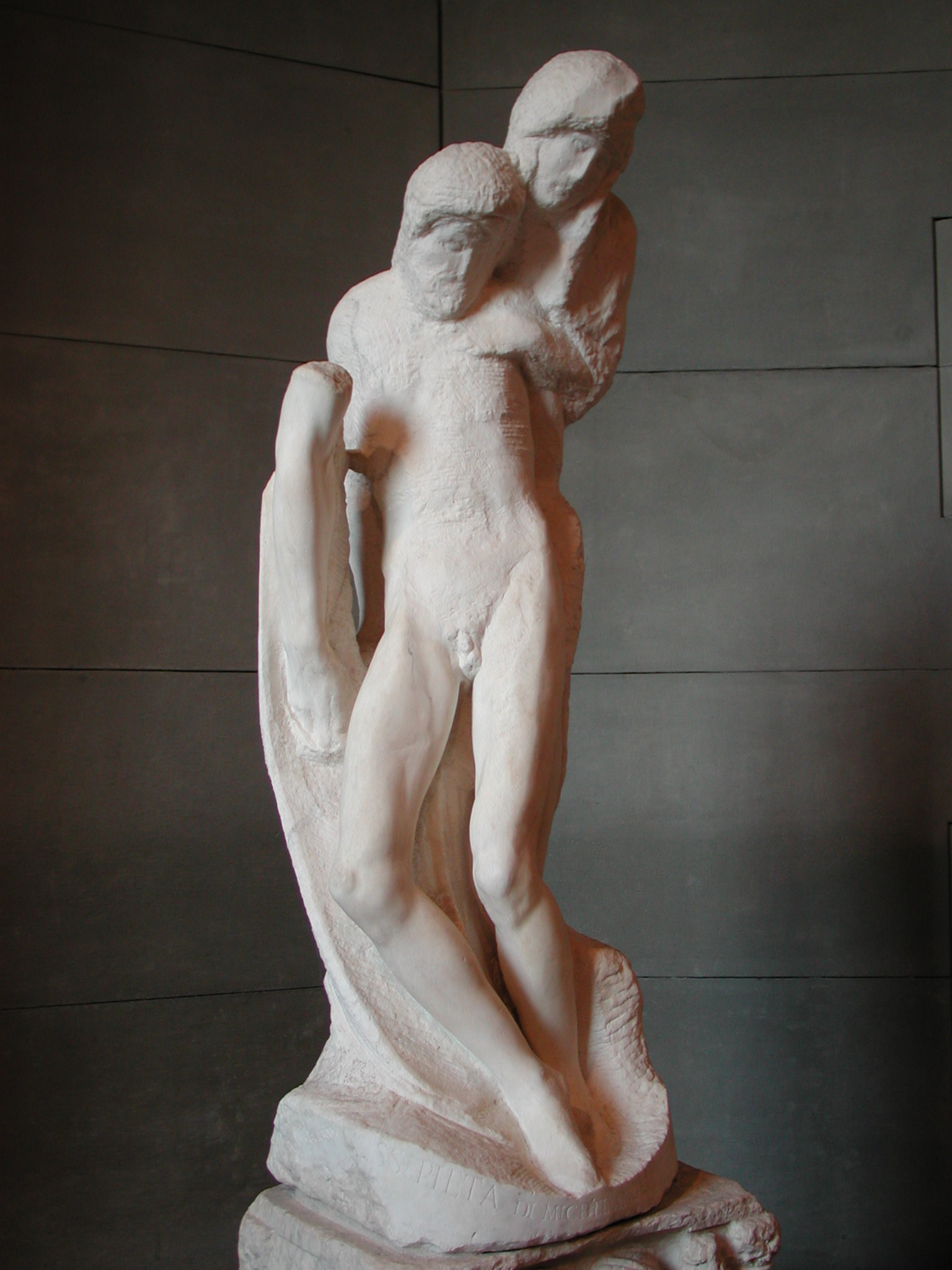
Michelangelo, Pietà Rondanini (1552-1564).

L'attività di Michelangelo Buonarroti come scultore, svoltasi principalmente tra Roma e Firenze, segnò il culmine delle esperienze precedenti nonché un punto di non ritorno, diventando un modello imprescindibile (da imitare o da negare, verso nuovi sviluppi) per le generazioni successive, ponendo le basi per la nascita della scultura manierista.
Giovanissimo, entrato sotto la protezione di Lorenzo il Magnifico, studiò i modelli classici messi a disposizione dal Medici nel giardino di San Marco, dove l'artista fu presto consapevole dell'indissolubile unità tra le immagini dei miti e le passioni che le hanno animate, rendendosi presto in grado di far rivivere lo stile classico senza esserne un interprete passivo che copia un repertorio. In questo senso sono da intendere la Battaglia dei centauri (1492 circa), dove il movimento vorticoso e il forte chiaroscuro richiamano i sarcofagi romani e i rilievi di Giovanni Pisano, e il perduto Cupido dormiente, spacciato per opera classica che ingannò a Roma il cardinale Riario, che passata l'arrabbiatura dopo la scoperta della truffa, volle incontrare il promettente artefice dandogli l'occasione di recarsi a Roma, dove produsse i suoi primi capolavori.
Ma accanto a queste opere animate e vigorose, Michelangelo dimostrò anche di saper adottare linguaggi diversi, come nella Madonna della Scala (1490-1492), di tono più raccolto. Ispirata allo stiacciato donatelliano, mostra, oltre a un certo virtuosismo, la capacità di trasmettere un senso di energia bloccata, dato dall'insolita posizione della Vergine e del Bambino che sembrano cercare di dare le spalle allo spettatore.
Nel 1498, a Roma, il cardinale Jean de Bilhères gli commissionò un'opera a soggetto cristiano, la celeberrima Pietà vaticana completata nel 1499. Rinnovando la tradizione iconografica delle Vesperbild lignee dell'Europa del Nord, Michelangelo concepì il corpo di Cristo come mollemente adagiato sulle gambe di Maria con straordinaria naturalezza, privo della rigidità delle rappresentazioni precedenti e con un'inedita compostezza di sentimenti. Le due figure sono raccordate dal panneggio delle gambe di Maria, dalle pieghe pensanti e frastagliate, generanti profondi effetti di chiaroscuro. Estremamente curata è la finitura dei dettagli, soprattutto nel modellato anatomico del corpo di Cristo, con effetti di morbidezza degni della statuaria in cera, come il dettaglio della carne tra il braccio e il costato, modificata dalla salda presa di Maria opposta al peso del corpo abbandonato.
Tornato a Firenze nella primavera del 1501, Michelangelo colse una sfida esaltante quando i consoli dell'Arte della Lana e gli Operai del Duomo gli affidarono un enorme blocco di marmo per scolpire un David, al quale l'artista lavorò alacremente per tutto il 1503, procedendo alle rifiniture all'inizio dell'anno successivo. Il "colosso", come veniva chiamato all'epoca, fu un trionfo di ostentato virtuosismo anatomico, allontanandosi con forza dall'iconografia tradizionale dell'eroe biblico in senso atletico, con un giovane nel pieno delle forze che si appresta alla battaglia, piuttosto che come un adolescente trasognato e già vincitore. Le membra del David sono tutte in tensione e il volto è concentrato, manifestando quindi la massima concentrazione sia fisica che psicologica. La nudità, la bellezza, il senso di dominio delle passioni per battere il nemico ne fecero presto un simbolo delle virtù della Repubblica, nonché l'incarnazione perfetta dell'ideale fisico e morale dell'uomo del Rinascimento: non a caso l'originaria destinazione sui contrafforti del Duomo venne presto mutata, piazzandola davanti al Palazzo dei Priori.
L'opera sviluppò un forte entusiasmo, che consacrò la fama dell'artista e gli garantì un numero cospicuo di commissioni, tra cui una serie di apostoli per il Duomo (sbozzò solo un San Matteo), una Madonna per una famiglia di mercanti di Bruges e una serie di tondi, scolpiti o dipinti. La sua repentina partenza per Roma nel marzo 1505 lasciò molti di questi progetti incompiuti.
Si nota comunque come anche Michelangelo venne influenzato dal cartone della Sant'Anna di Leonardo, riprendendo il tema anche in alcuni disegni, come uno all'Ashmolean Museum, in cui però moto circolare del gruppo è bloccato da effetti chiaroscurali più profondi, quasi scultorei. Nella Madonna di Bruges si assiste al contrasto tra la fredda compostezza di Maria e il dinamismo del Bambino, che tende a proiettarsi verso lo spettatore, caricandosi anche di significati simbolici. Le loro figure sono inscrivibili entro un'ellissi, di grande purezza e apparente semplicità, che ne esalta la monumentalità pur nelle dimensioni contenute.
Difficile è stabilire in che misura il non finito di alcuni tondi, come il Tondo Pitti e il Tondo Taddei, sia legato alla volontà di emulare lo sfumato atmosferico leonardesco.
Fu probabilmente Giuliano da Sangallo a raccontare a papa Giulio II, nel 1505, gli strabilianti successi fiorentini di Michelangelo, tra cui la scultura del colossale David.. Convocato a Roma, Michelangelo si vide affidare il compito di una monumentale sepoltura per il papa, da collocarsi nella tribuna della nuova basilica di San Pietro.
Il primo progetto prevedeva una colossale struttura architettonica isolata nello spazio, composta da tre ordini che, dalla base rettangolare, andavano restringendosi gradualmente in una forma pressoché piramidale. Attorno al catafalco del papa, in posizione sopraelevata, si trovava una quarantina di statue, dimensionate in scala superiore al naturale, alcune libere nello spazio, altre addossate a nicchie o ai pilastri, all'insegna di un gusto per la grandiosità e l'articolazione complessa, su tutte e quattro le facciate dell'architettura. Il tema della decorazione statuaria era il transito dalla morte terrena alla vita eterna dell'anima, con un processo di liberazione dalla prigionia della materia e dalla schiavitù della carne.
Partito per Carrara per scegliere i marmi, Michelangelo subì però, stando alle fonti antiche, una sorta di complotto ai suoi danni da parte degli artisti della corte pontificia, tra cui soprattutto Bramante, che distolse l'attenzione del papa dal progetto della sepoltura, giudicata di cattivo auspicio per una persona ancora in vita e nel pieno di ambiziosi progetti.
Fu così che nella primavera del 1506 Michelangelo, mentre tornava carico di marmi e di aspettative dopo estenuanti mesi di lavoro, fece l'amara scoperta che il suo progetto mastodontico non era più al centro degli interessi del pontefice, accantonato in favore dell'impresa della basilica e di nuovi piani bellici contro Perugia e Bologna.
Il Buonarroti, non riuscendo a ricevere nemmeno un'udienza chiarificatrice, fuggì in tutta fretta a Firenze, dove riprese alcuni progetti sospesi prima della sua partenza. Ci vollero le ripetute e minacciose richieste del papa perché Michelangelo prendesse infine in considerazione l'ipotesi della riconciliazione. L'occasione venne data dalla presenza del papa a Bologna nel 1507: qui l'artista fuse per il papa una statua in bronzo e pochi anni dopo, a Roma, ottenne la commissione "riparatrice" per la decorazione della volta della Cappella Sistina. I lavori alla tomba si protrassero per quasi quarant'anni, con alti e bassi. Tra i capolavori creati per l'impresa ci sono lo Schiavo morente e lo Schiavo che si ridesta al Louvre, i Prigioni e il Mosè. Negli anni successivi il maestro si dedicò sempre più alla pittura e all'architettura, relegando la scultura a commissioni occasionali e, soprattutto in vecchiaia, per sé stesso, con la serie delle Pietà incompiute destinate forse alla sua sepoltura, come la Pietà Bandini e la Pietà Rondanini: opere tormentate e dotate di una profonda carica religiosa, non esente da notazioni pessimistiche.

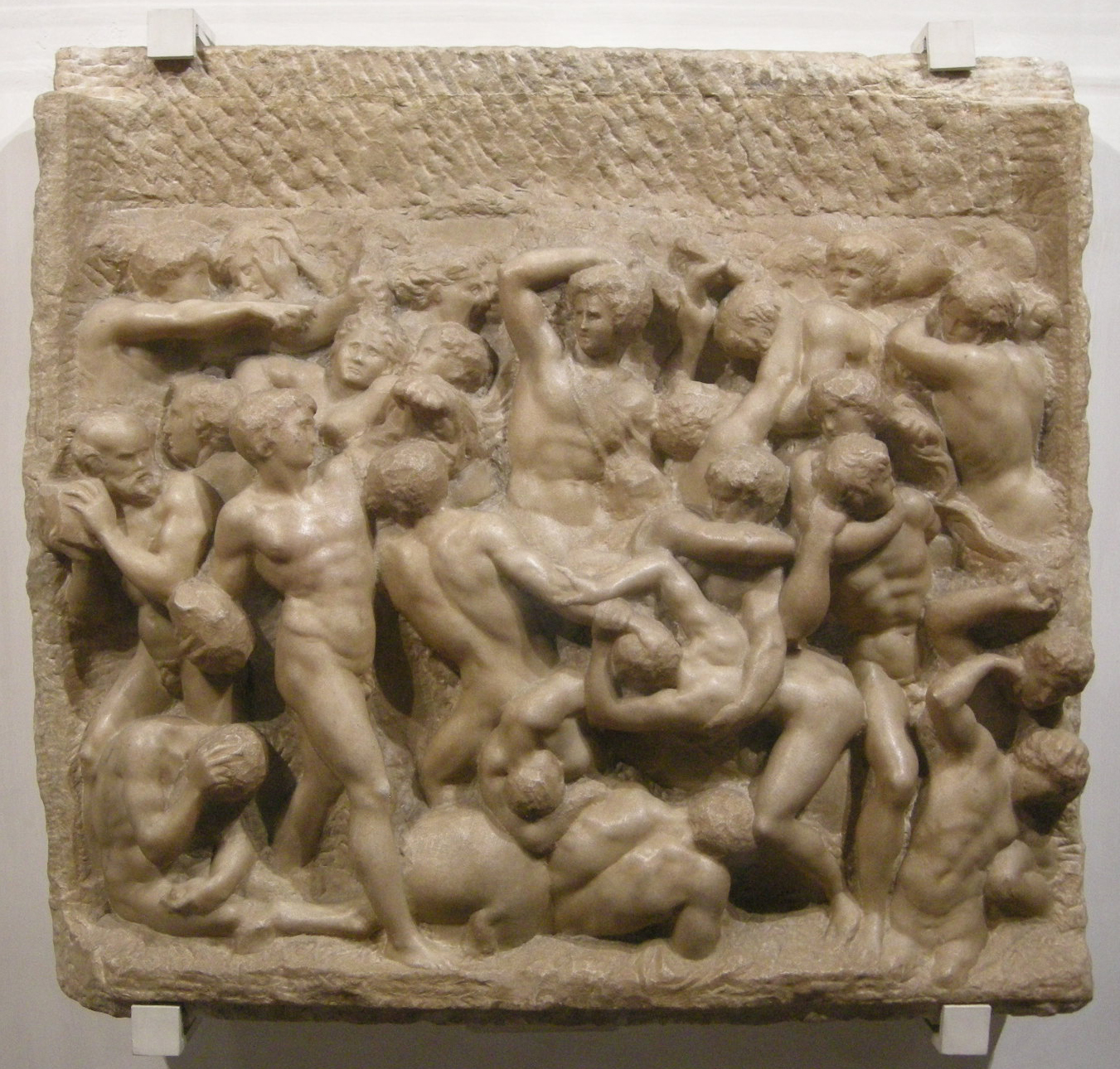
Battaglia dei centauri (1492 circa).
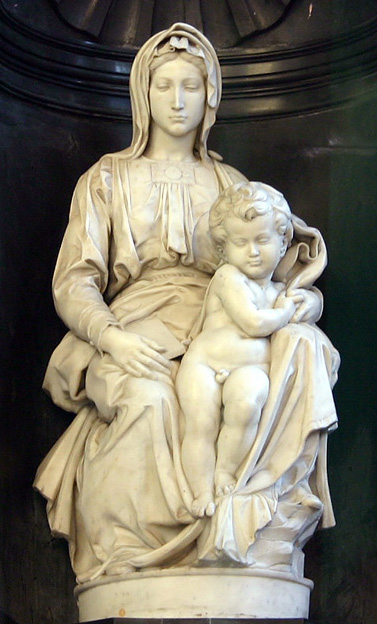
Madonna di Bruges (1503-1505 circa).
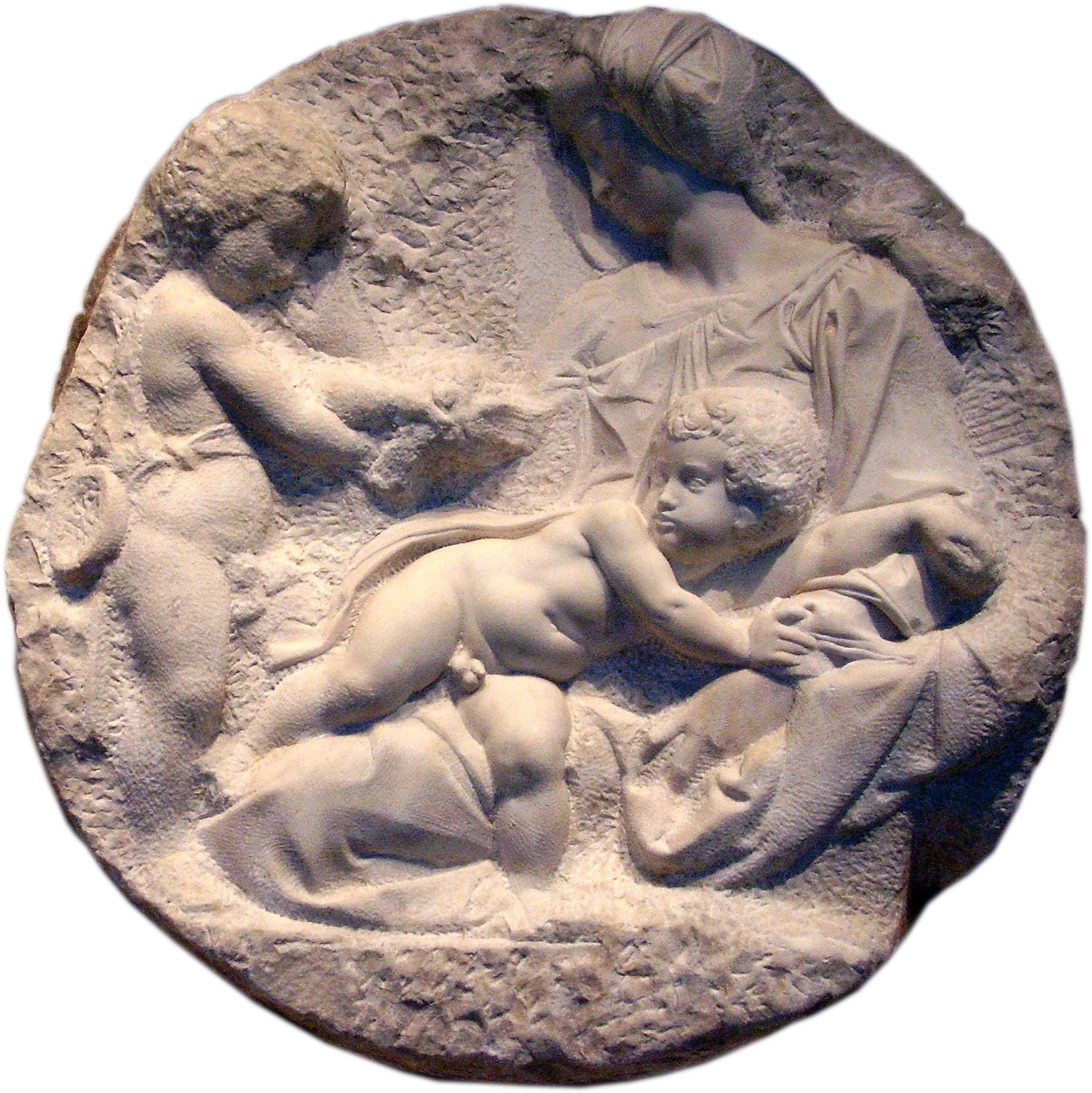
Tondo Taddei (1504-1506 circa).
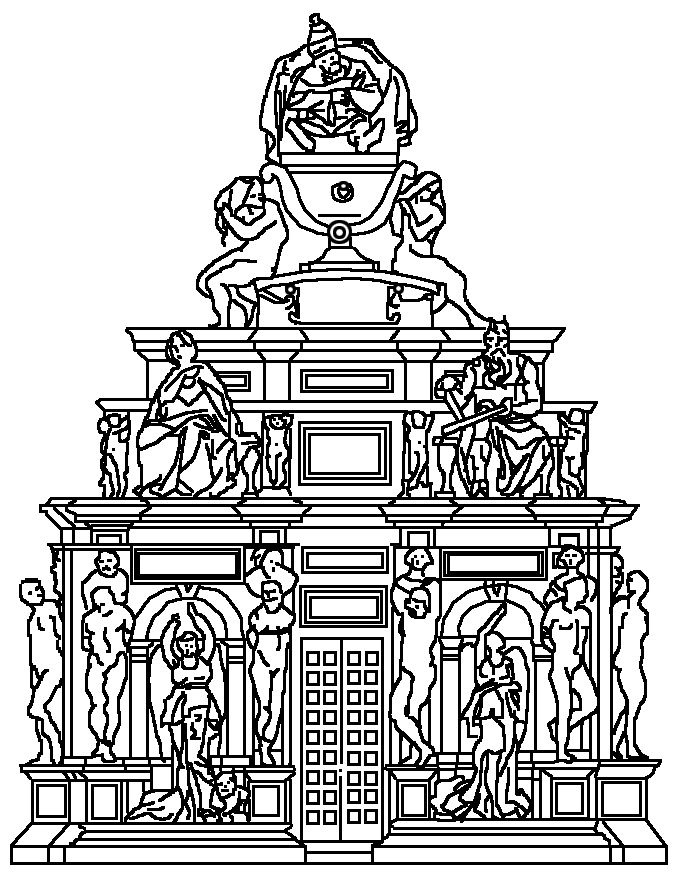
Primo progetto per la tomba di Giulio II.